# Tramwaje w Szczecinie
Tramwaje w Szczecinie – system transportu tramwajowego działający w Szczecinie.
Składa się on z dwunastu linii dziennych oraz sezonowej linii turystycznej „0”, obsługiwanej taborem historycznym. Łączna długość linii wynosi 119 km, a rozstaw szyn 1435 mm. W ich przebiegu znajdują się dwie zajezdnie – Golęcin i Pogodno oraz czternaście pętli (w tym sześć ulicznych) i jedna krańcówka dla tramwajów dwukierunkowych. Linie zwykłe, dzienne (nocne zostały zlikwidowane 1 grudnia 1996 r.) obsługuje spółka Tramwaje Szczecińskie, na zlecenie Zarządu Dróg i Transportu Miejskiego, a linię turystyczną STMKM z inicjatywy własnej.
W 2011 r. udział tramwajów w przewozach pasażerów miejskiego transportu publicznego wynosił 44%.

## Tramwaje Szczecińskie
Miejski Zakład Komunikacyjny w Szczecinie był zakładem budżetowym, który powstał 1 czerwca 1995 roku po wydzieleniu z Miejskiego Zakładu Usług Komunalnych. Z dniem 1 stycznia 2009 r. zastąpiła go spółka Tramwaje Szczecińskie. Organem reprezentującym TS jest zarząd, którego dyrektorem od 2009 r. jest Krystian Wawrzyniak. Siedzibę przedsiębiorstwa stanowi budynek przy ul. Sebastiana Klonowica 5 w Szczecinie. Do podstawowych zadań przedsiębiorstwa należy:
- świadczenie usług przewozowych w tramwajowej komunikacji miejskiej w granicach administracyjnych Szczecina,
- prowadzenie remontów, konserwacji i modernizacji eksploatowanych obiektów, taboru i urządzeń liniowych,
- zarządzanie powierzonym mieniem.

## Historia

### Omnibusy
Pierwszym systemem miejskiego transportu zbiorowego w Szczecinie były prywatne omnibusy konne, które kursowały w latach 1861–1880.

### Tramwaje konne

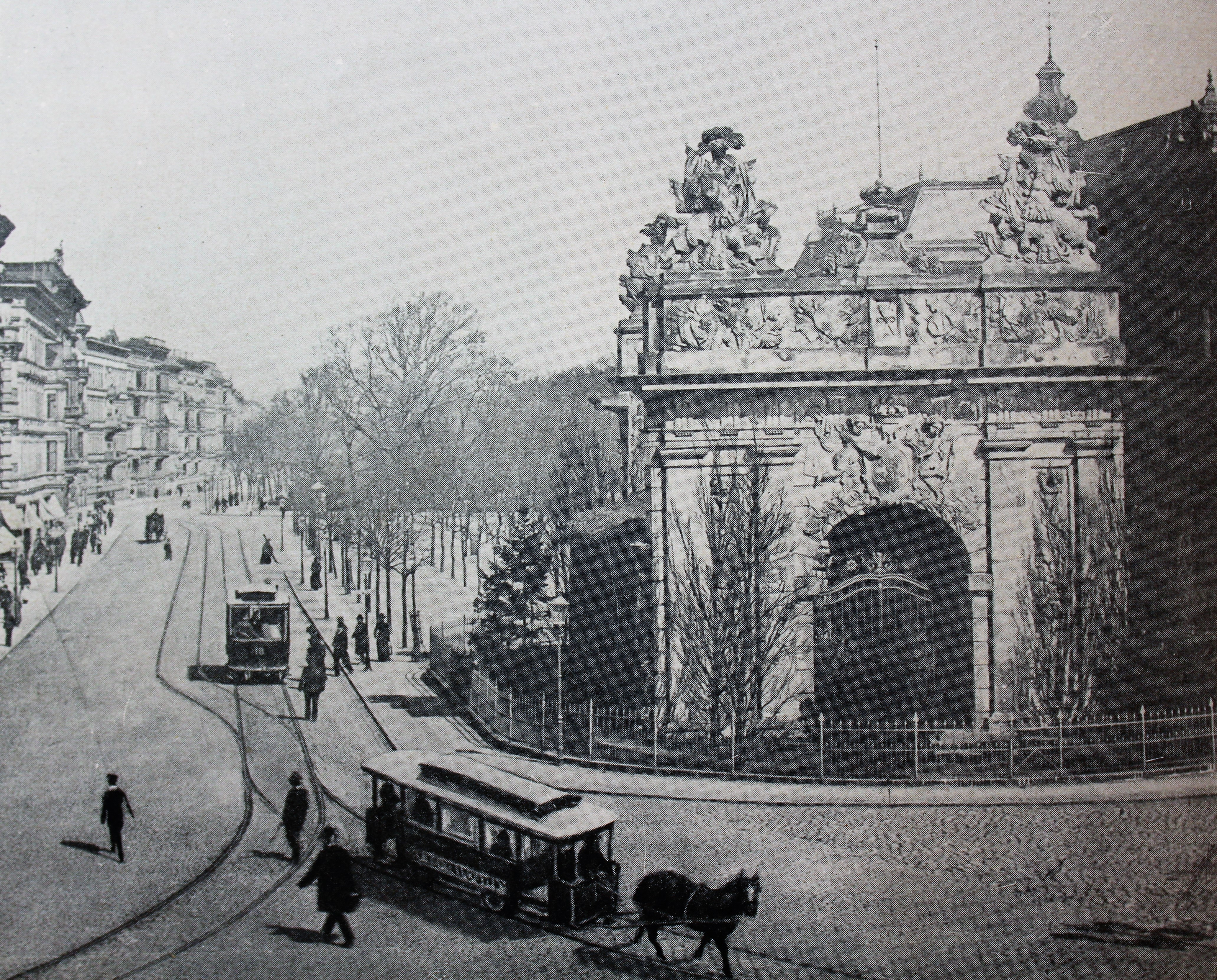
Tramwaje konne przedsiębiorstwa Stettiner Straßen-Eisenbahn w 1893 r.

21 października 1872 r., jeszcze przed zburzeniem murów fortecznych, inżynier Johannes Büssing otrzymał z Królewskiej Dyrekcji Policji w Berlinie koncesję na budowę konnej sieci tramwajowej. Niecałe 6 lat później podpisano z miastem umowę ważną 30 lat. 25 marca 1879 r. utworzono spółkę Stettiner Straßen-Eisenbahn-Gesellschaft (Szczecińskie Towarzystwo Ulicznej Kolei Żelaznej), która jeszcze tego samego roku uruchomiła pierwsze konne linie tramwajowe. 23 sierpnia została otwarta linia prowadząca z okolic obecnego pl. Gałczyńskiego przez pl. Zwycięstwa do ul. Staszica, a 16 października druga linia z ul. Wiszesława do ul. Potulickiej. Długość obu tras wyniosła prawie 11,5 km. Początkowo zakupiono 16 wagonów, które ciągnęło 80 koni, a w 1898 r. było już 39 wagonów i 198 koni. W 1886 r. uruchomiono kolejne 2 linie: z Dworca Głównego do ul. Chmielewskiego oraz z ul. Wyszyńskiego do Nabrzeża Wieleckiego. Jednocześnie wprowadzono oznaczenia kolorami, celem odróżnienia poszczególnych linii. Pierwszą zajezdnię zlokalizowano na skrzyżowaniu obecnych al. Wojska Polskiego i ul. Piotra Skargi. Później powstały jeszcze trzy: przy ul. Dębogórskiej, przy ul. Dubois i przy ul. Kolumba.

### Tramwaje elektryczne do 1945

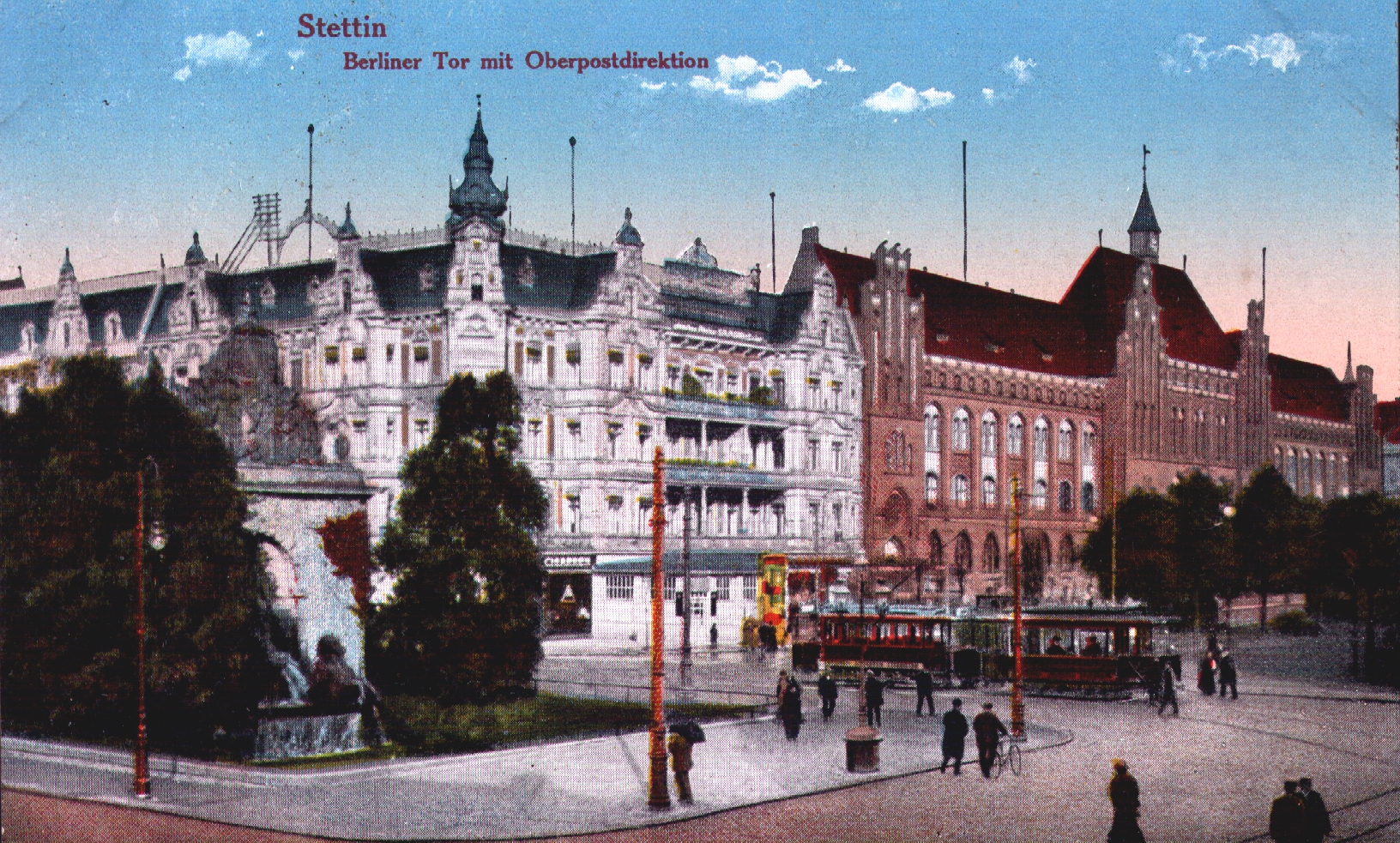
Tramwaje elektryczne typu Herbrand przed Bramą Portową, XIX/XX w.

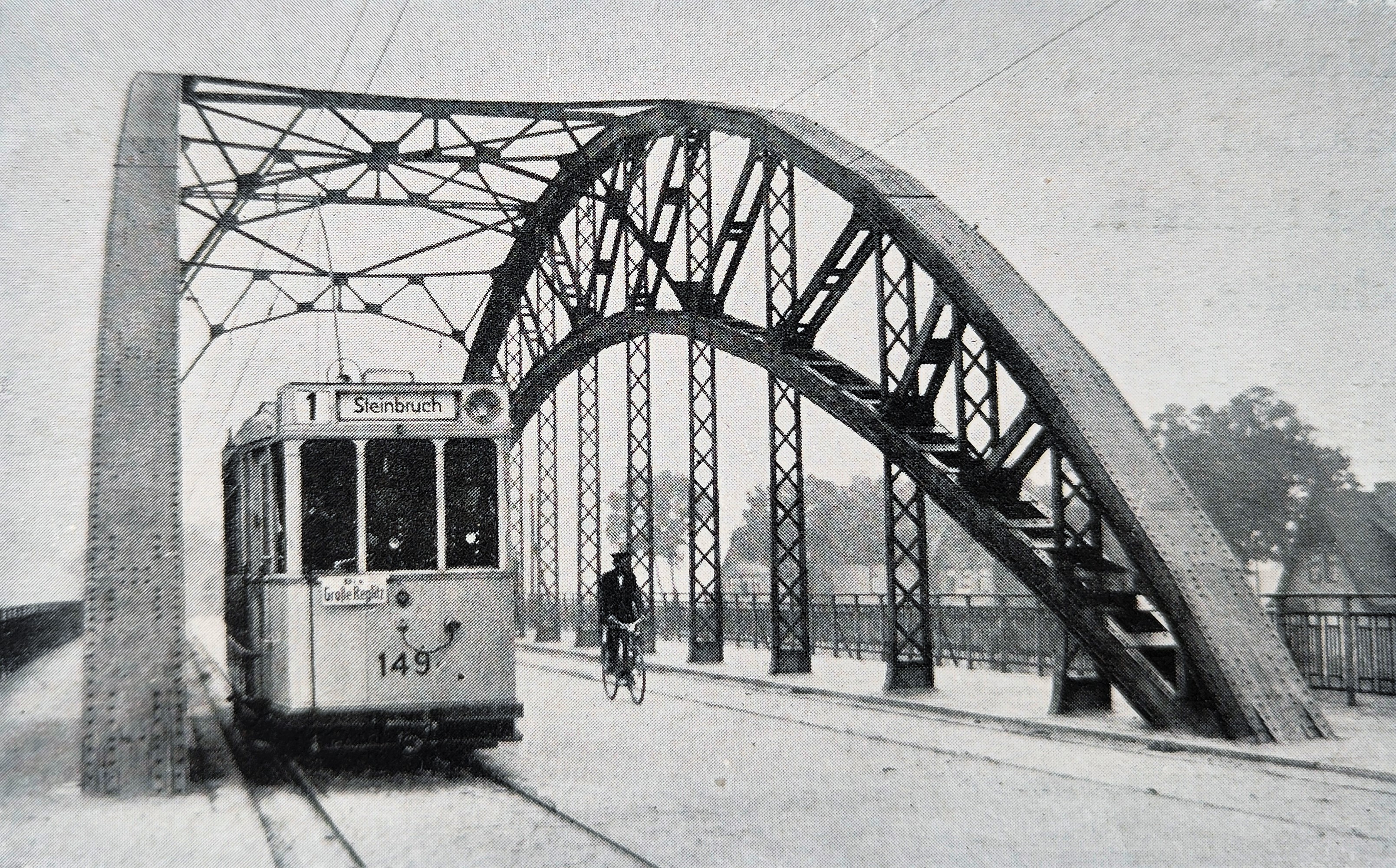
Tramwaj typu Bremen na linii nr 1 na moście nad Regaliczką w kursie do Steinbruch (Basenu Górniczego), koniec lat 20. XX wieku

Sieć tramwajowa w 1934 r.

W latach 1896–1900 na większości linii wprowadzono trakcję elektryczną. Elektryfikacji linii dokonała spółka Allgemeine Elektrizitäts-Gesellschaft. Pierwszy elektryczny tramwaj wyruszył na ulice miasta 4 lipca 1897 r. Główne linie tramwajowe były dwutorowe, a boczne jednotorowe. Energię elektryczną dostarczały elektrownie na Pomorzanach, Starym Mieście i najstarsza w Szczecinie, przy ul. Gdańskiej. Stare wagony konne zostały przerobione na 32-miejscowe (wcześniej 26 miejsc). W 1905 r. wprowadzono, oprócz kolorów także numerację linii:
- 1 Westend (Łękno) – Lastadie (Łasztownia) (kolor żółty)
- 2 Berliner Tor (Brama Portowa) – Zentralfriedhof (Cmentarz Centralny) (kolor szary)
- 3 Nemitz (Niemierzyn) – Hauptbahnhof (Dworzec Główny) (kolor pomarańczowy)
- 4 Pommerensdorf (Pomorzany) – Arnplatz (pl. Szarych Szczeregów) (kolor zielony)
- 5 Alleestr. (Wawrzyniaka) – Turnerstr. (Jagiellońska) – Unterwiek (Jana z Kolna) (kolor niebieski)
- 6 Hauptbahnhof (Dworzec Główny) – Zabelsdorf (Niebuszewo) (kolor biały)
- 7 Frauendorf (Golęcino) – Bellevue (Potulicka) (kolor czerwony)

W 1898 r. po wcześniejszej likwidacji zajezdni na ul. Dębogórskiej, otwarto zajezdnię Golęcin (przy ul. Wiszesława), rozbudowaną w 1907 r. Tego samego roku utworzono zajezdnię Niemierzyn (przy ul. Niemierzyńskiej). W 1903 r. po raz pierwszy zbudowano linię na drugi brzeg Odry – uruchomiono linię przez Most Długi do obecnej ul. Energetyków, a w 1910 r. przez Most Kłodny (w miejscu dzisiejszej Trasy Zamkowej) do nabrzeża Duńczycy na ul. Wendy na Łasztowni. Od 1919 r. tramwaje zaczęły przewozić przesyłki pocztowe (do dziś istnieje tor prowadzący do bramy poczty nr 1 przy al. Niepodległości). W 1926 r. po połączeniu Wyspy Jaskółczej (z tyłu zajezdni przy ul. Kolumba) z brzegiem, zlokalizowano tam magazyn oraz scentralizowano sieć elektryczną. W 1927 r. po utworzeniu lotniska w Dąbiu, ulokowano przy nim pętlę tramwajową. Trasa prowadziła wówczas przez 4 mosty: Długi, Portowy, na Regaliczce (obecnie nie istnieje) oraz Cłowy. Była to pierwsza w historii linia tramwajowa na Prawobrzeżu Szczecina, obecnie nie istnieje (tramwaje powróciły na Prawobrzeże dopiero w 2015 r., dziś jeżdżą inną trasą). Od 1928 r. komunikację tramwajową zaczęły wspomagać także autobusy. Do 1929 r. położono sieć trakcyjną nad mostami Długim i Cłowym. Wcześniej tramwaje pokonywały je siłą rozpędu. Na wniosek mieszkańców poszczególnych, nowo wybudowanych osiedli istniejące linie systematycznie przedłużano. Średnia prędkość ówczesnych tramwajów wynosiła ok. 16 km/h. W 1934 r. otwarta została ostatnia zajezdnia, przy al. Wojska Polskiego 200 – Zajezdnia Pogodno.
Wykaz linii tramwajowych w 1929 r.:
- 1 Rennbahn (Tor kolarski) – Flughafen (Lotnisko)
- 2 Berliner Tor (Brama Portowa) – Wendorf (Słowieńsko)
- 3 Pommerensdorf (Pomorzany) – Eckerberger Wald (Las Arkoński)
- 4 Hauptbahnhof (Dworzec Główny) – Krankenhaus (Szpital)
- 5 Braunsfelde (Pogodno) – Dunzig (Duńczyca)
- 6 Hauptbahnhof (Dworzec Główny) – Bahnhof Zabelsdorf (Dworzec Niebuszewo)
- 7 Bellevue (Potulicka) – Frauendorf (Golęcino)
- 8 Schinkelplatz (plac Kościuszki) – Grabowerstrasse

W 1940 r. długość linii osiągnęła 50,3 km, przewieziono wówczas 58,8 mln osób (w 1910 r. było to 18,6 mln). Po nalotach alianckich w latach 1943–1944 wiele torowisk było nieprzejezdnych, jednak dzięki pracy szczecińskich tramwajarzy udało się w tym czasie część linii przywrócić w miarę możliwości do normalnego funkcjonowania.

### Powojenna odbudowa

Sieć tramwajowa w grudniu 1945 r.

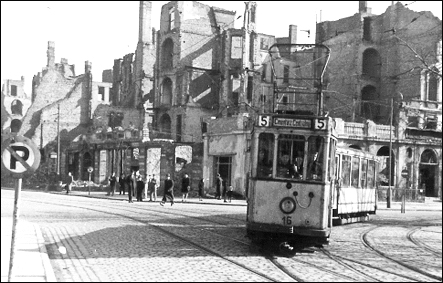
Tramwaj typu Bremen na linii nr 5 jadący aleją Wyzwolenia, 1948 r.

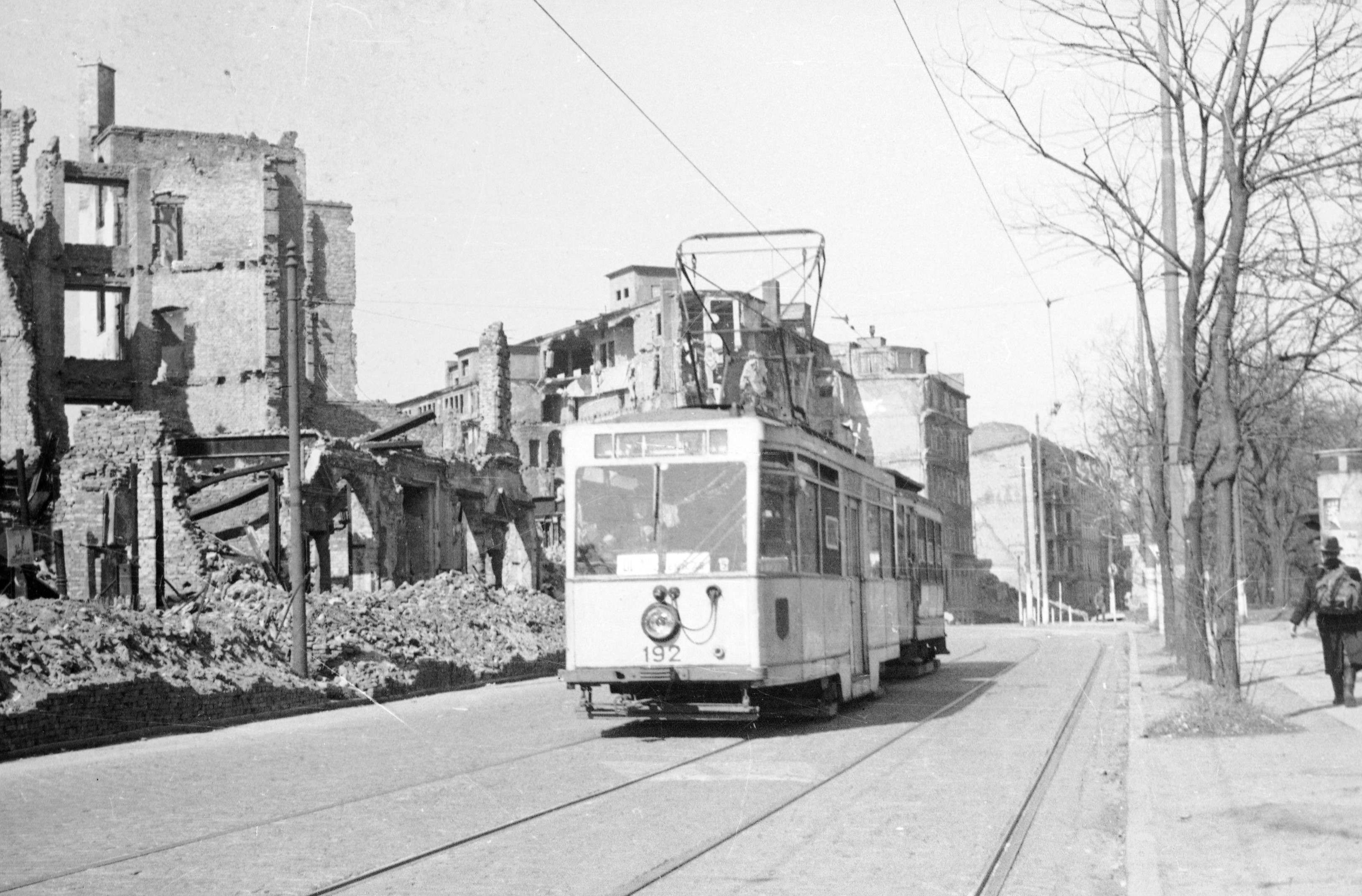
Tramwaj typu Niesky na linii nr 5 na ulicy Matejki, koniec lat 40. XX wieku

II wojna światowa przyniosła zniszczenia sieci torowej w 45%, trakcyjnej w 75%, oraz taboru w 50%. Tuż po wojnie działała tylko jedna zajezdnia: przy ul. Niemierzyńskiej. Stąd też kursowała do Bramy Portowej pierwsza linia uruchomiona 12 sierpnia 1945 r. Nie odbudowano części torowisk – na ul. Staszica, ul. E. Plater, ul. Rayskiego (od al. Wyzwolenia do pl. Grunwaldzkiego) oraz na ul. Wendy i przez Most Cłowy, natomiast przedłużono część już istniejących. Pierwszą firmą zarządzającą komunikacją miejską były Tramwaje i Autobusy Miasta Szczecina, w latach 50. XX w. zmieniono jej nazwę na Miejskie Przedsiębiorstwo Komunikacyjne. W tym czasie dysponowała ona 113 wagonami silnikowymi i 123 doczepnymi o różnym stopniu zniszczenia. Tabor autobusowy był zniszczony całkowicie. W 1945 r. pracowało w Szczecinie 23 tramwajarzy (głównie z Poznania), a pod koniec roku już 560 osób. W 1946 r. uruchomiono 4 linie tramwajowe, które kursowały pod koniec roku po 16,7 km tras. 4 kwietnia 1947 r. otwarto pierwszą linię autobusową obsługiwaną autobusem marki Büssing.
Linie tramwajowe w 1946 r.:
- 1 Wojska Polskiego – Brama Portowa
- 3 Las Arkoński – Dworzec Główny
- 4 Matejki – pl. Kościuszki
- 6 Gocław – Lubeckiego
- 7 Hutnicza – Mickiewicza

Linie tramwajowe w 1948 r.:
- 1 Zajezdnia Pogodno – Wojska Polskiego – Brama Portowa
- 2 Kołłątaja – Dworzec Niebuszewo
- 3 Pomorzany – Las Arkoński
- 4 Powstańców Wlkp. –Dworzec Główny
- 5 Lubeckiego – Ku Słońcu
- 6 Gocław – Lubeckiego
- 7 Żołnierska – Jana z Kolna

### Czas PRL

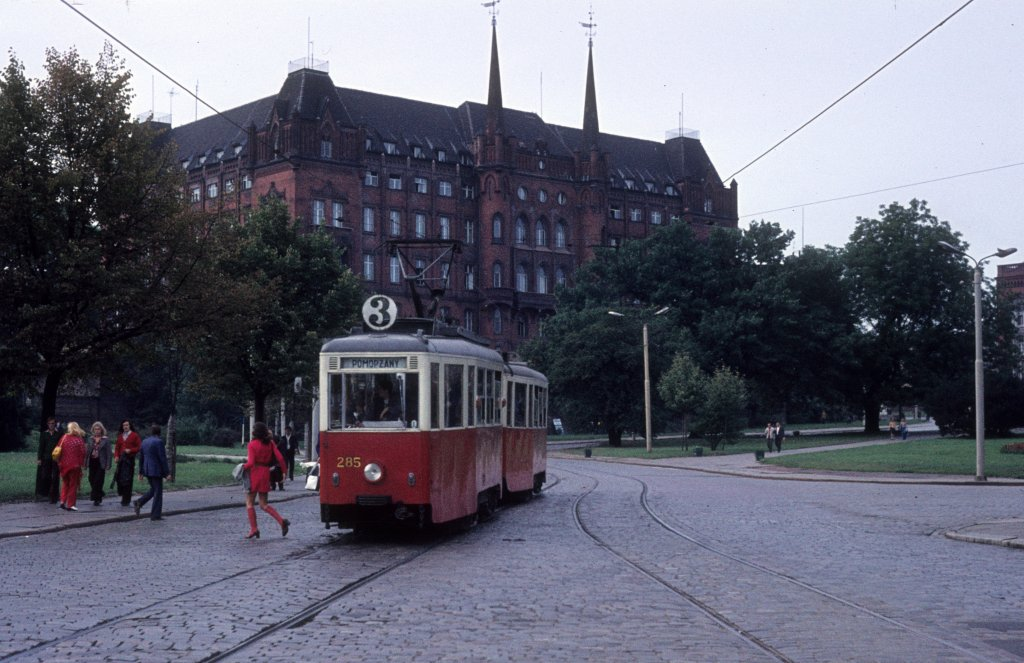
Tramwaje typu Konstal N na linii 3, 1975 r.

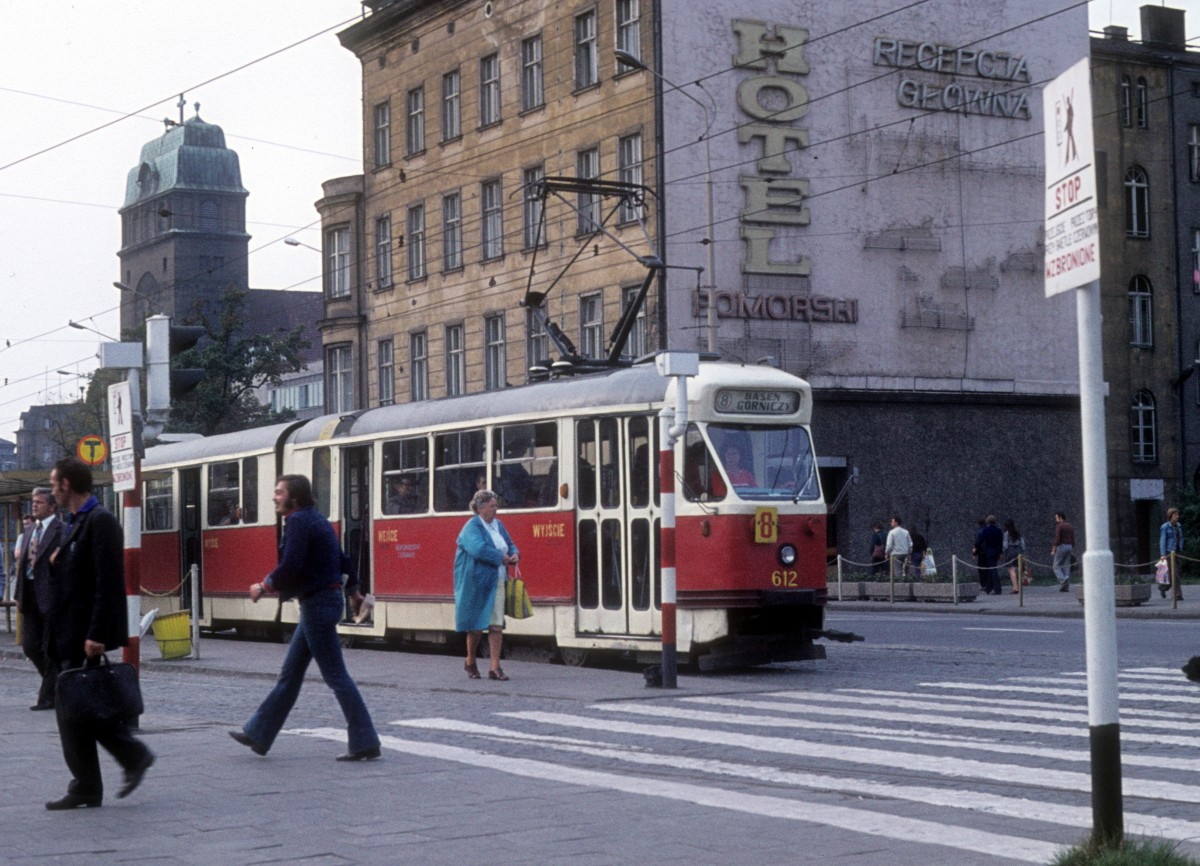
Konstal 102Na na linii 8 na pl. Brama Portowa, 1975 r.

W 1956 r. kursowało 9 linii tramwajowych. Linie nr 1, 5, 7 i 9 kursowały po istniejących jeszcze przed wojną torowiskach na al. Wojska Polskiego, od pl. Zwycięstwa do pl. Szarych Szeregów, ul. Obrońców Stalingradu (obecnie ul. Edmunda Bałuki) i ul. Staromłyńskiej. W latach 1960–1963 komunikację w mieście stanowiły także hydrobusy o nazwach „Juliszka” i „Margitka” kursujące po Odrze i terenach szczecińskiego portu. W latach 1964–1973 w związku z długotrwałym remontem zamknięto ul. Gdańską. 7 grudnia 1967 r. ok. godz. 6:35 na ul. Wyszaka (w miejscu obecnego parkingu pod Trasą Zamkową) miał miejsce najtragiczniejszy wypadek w historii szczecińskiej komunikacji tramwajowej.
Linie tramwajowe w 1964 r.:
- 1 Głębokie – Wojska Polskiego – Brama Portowa – Potulicka
- 2 Dworzec Niebuszewo – Wyzwolenia – Brama Portowa – Wyszyńskiego – Gdańska – Basen Kaszubski
- 3 Pomorzany – Las Arkoński
- 4 Pomorzany – pl. Kościuszki – Piłsudskiego – Brama Portowa – Dworzec Główny
- 5 Krzekowo – Mickiewicza – Jagiellońska – Obrońców Stalingradu – Matejki – Stocznia Szczecińska – Stocznia Remontowa
- 6 Gocław – Dworcowa
- 7 Krzekowo – Mickiewicza – Jagiellońska – Obrońców Stalingradu – Wyszaka – Stocznia Szczecińska
- 8 Gumieńce – Brama Portowa – Gdańska – Basen Kaszubski
- 9 Zajezdnia Pogodno – Wojska Polskiego – Potulicka

W 1976 r. na zlecenie WPKM Szczecin rozpoczęto prace projektowe dotyczące szybkiego tramwaju, który miał połączyć Basen Górniczy z Klęskowem. 1 grudnia 1973 r., zgodnie z ówczesną modą na likwidację tramwajów w centrach wielkich miast, zlikwidowano ruch tramwajowy na części al. Wojska Polskiego (od ówczesnego pl. Lenina – obecnie pl. Szarych Szeregów do pl. Zwycięstwa), ul. Obrońców Stalingradu (obecnie Edmunda Bałuki) i ul. Jagiellońskiej (od al. Wojska Polskiego do al. Piastów). Oddano do użytku tory na al. Bohaterów Warszawy (od ul. Jagiellońskiej) i ul. Krzywoustego (do pl. Kościuszki). 1 stycznia 1976 r. MPK przekształcono w Wojewódzkie Przedsiębiorstwo Komunikacji Miejskiej obsługujące także komunikację miejską w innych miastach ówczesnego województwa szczecińskiego. W 1983 r. zakończono modernizację jednej z dwóch czynnych do dziś zajezdni, zajezdni Pogodno. W lipcu 1985 rozpoczęto modernizację ulicy Krzysztofa Kolumba, która objęła także remont infrastruktury tramwajowej. Z powodu problemów finansowych miasta prace budowlane zakończono dopiero 21 stycznia 1990 r..
Trasy linii tramwajowych w 1988 r.:
- 1 Głębokie – Stocznia Szczecińska
- 2 Dworzec Niebuszewo – Basen Górniczy
- 3 Las Arkoński – Pomorzany
- 4 Pomorzany – Potulicka
- 5 Krzekowo – Ludowa
- 6 Gocław – Pomorzany
- 7 Krzekowo – Basen Górniczy
- 8 Gumieńce – Basen Górniczy
- 9 Głębokie – Potulicka
- 10 Gocław – Potulicka
- 11 Ludowa – Pomorzany
- 12 Dworzec Niebuszewo – Pomorzany

### Lata 1989–1999
1 października 1989 r. wprowadzono nowe oznaczenie przystanków zgodnie z nowymi przepisami prawa o ruchu drogowym, wprowadzono też nazewnictwo przystanków. Koszty tej operacji (w 3 lata wymieniono 1200 tablic przystankowych) wyniosły ok. 30 milionów zł. 30 kwietnia 1991 r. WPKM podzielone zostało na trzy samodzielne przedsiębiorstwa w Szczecinie, Stargardzie Szczecińskim oraz Świnoujściu, które w odróżnieniu od finansowanego z budżetu centralnego WPKM, były własnością lokalnych samorządów. Szczecińskiemu przedsiębiorstwu nadano nazwę Miejski Zakład Komunikacyjny. 

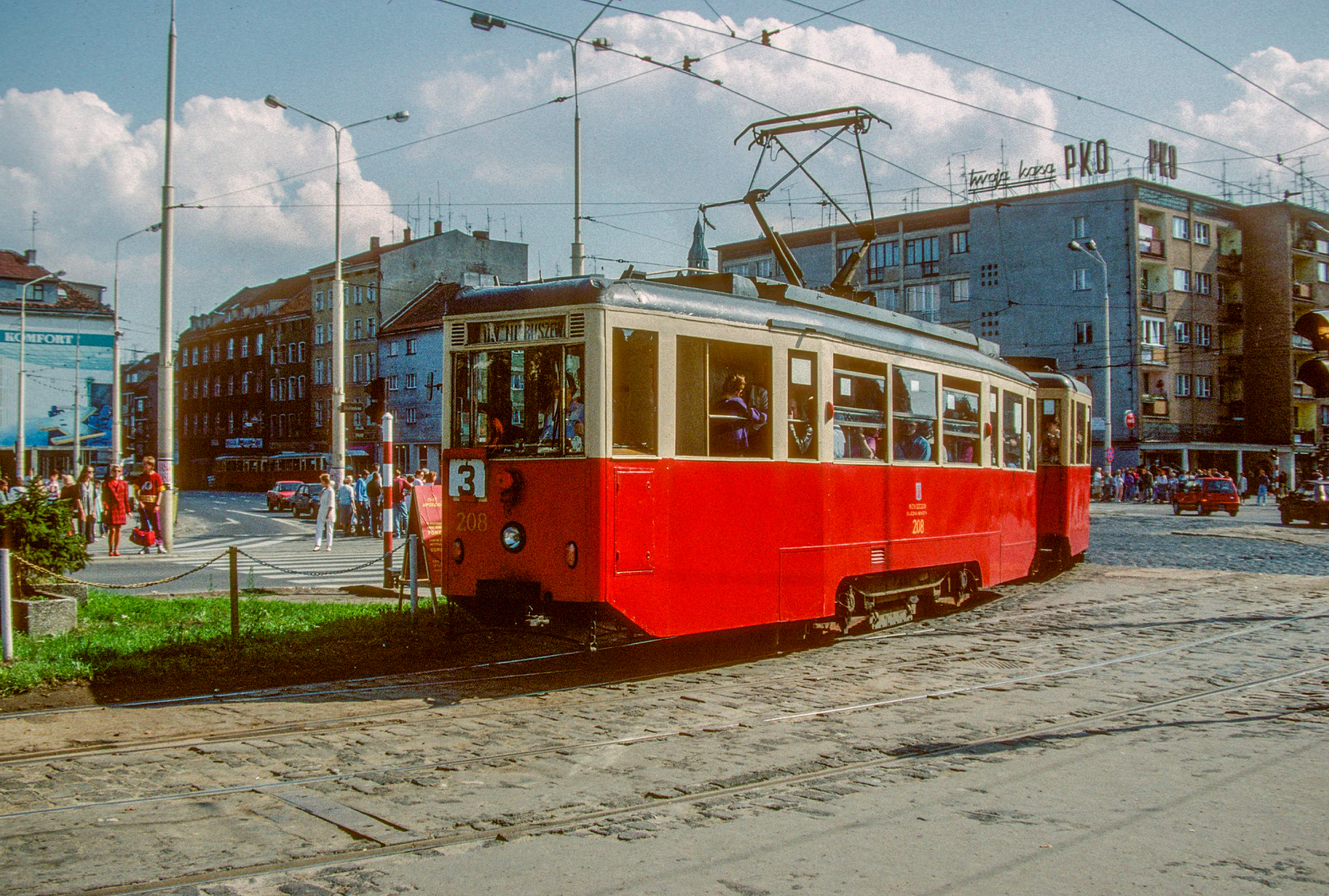
Skład tramwajów 4N+4ND na linii nr 3 na placu Brama Portowa, 1994 r.

Wiosną 1992 w tramwajach zamontowano pierwsze elektroniczne kasowniki KGR. Latem tego samego roku Wydział Remontowo-Budowlany MZK i przedsiębiorstwo KAPRI S.A. wykonały modernizację trakcji tramwajowej w ciągu ulicy Piłsudskiego. W 1993 r. MZK Szczecin zleciło Studiu A-4 sporządzenie projektu budowy podziemnej linii tramwajowej pod placem Zwycięstwa i placem Brama Portowa. Próbne wiercenia wykonał Geoprojekt Szczecin. Także w 1993 r. zmodernizowano linię tramwajową w ciągu ulicy Gdańskiej między ulicą Kotwiczną a Estakadą Pomorską. W wakacje 1994 wymieniono tory tramwajowe na Moście Długim i Moście Portowym. 

Postępowała restrukturyzacja w komunikacji miejskiej. Wydzielono Zarząd Komunikacji Miejskiej ze struktur MZK 1 czerwca 1995 r. Nowa jednostka budżetowa miasta Szczecina miała od tej pory zajmować się organizacją oraz koordynowaniem komunikacji (w odróżnieniu od MZK, który od tej pory miał wyłącznie świadczyć usługi na rzecz ZKM). 1 listopada 1993 r. nastąpiła reforma systemu taryfowego. Zlikwidowano dotychczasową taryfę jednorazową, a na jej miejsce wprowadzono czasową. W zależności od przewidywanego czasu podróży, pasażerowie mieli do wyboru kupno biletu na 10, 40 lub 120 minut. 

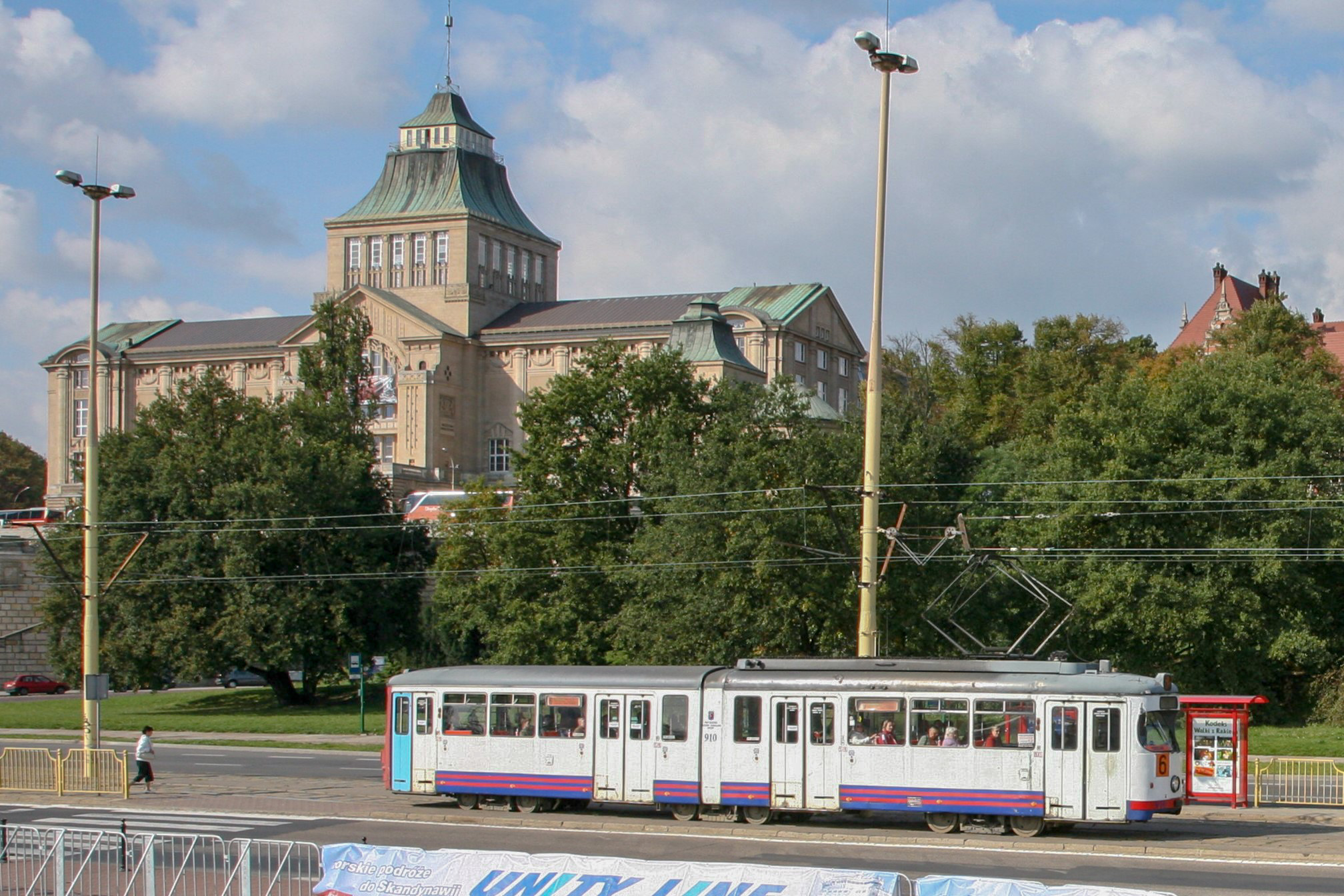
Düwag GT6 na linii nr 6 na ulicy Jana z Kolna, wrzesień 2008

W połowie lat 90. XX wieku MZK zmagało się z problemem braku środków finansowych na modernizację posiadanych wagonów typu 105N oraz na wymianę wyeksploatowanych tramwajów typu N i 4N wraz z doczepami, pochodzących jeszcze z lat 40. XX wieku.Po znalezieniu niezbędnych funduszy, w 1996 r. miasto zakupiło w Düsseldorfie 33 używane tramwaje Düwag GT6 nazywane potocznie „helmutami”. Pierwszy z nich zadebiutował 26 marca 1996 r. na linii nr 11. Koszt zakupu jednego wagonu wyniósł 670 mln starych złotych. Dzięki pozyskaniu używanych tramwajów z Niemiec możliwe stało się zakończenie eksploatacji wagonów typu N i 4N.
1 lipca 1996 r. na 3 miesiące zawieszono nocną komunikację tramwajową, a 1 grudnia tego samego roku zlikwidowano ją, całkowicie zastępując autobusami. 1 lipca 1997 r. utworzono całkowicie nowy system nocnej komunikacji autobusowej. 1 lutego 1997 r. ze struktur MZK wydzielono zajezdnię autobusową w Policach. W 1998 r. założono Szczecińskie Towarzystwo Miłośników Komunikacji Miejskiej. 

### Lata 1999–2009

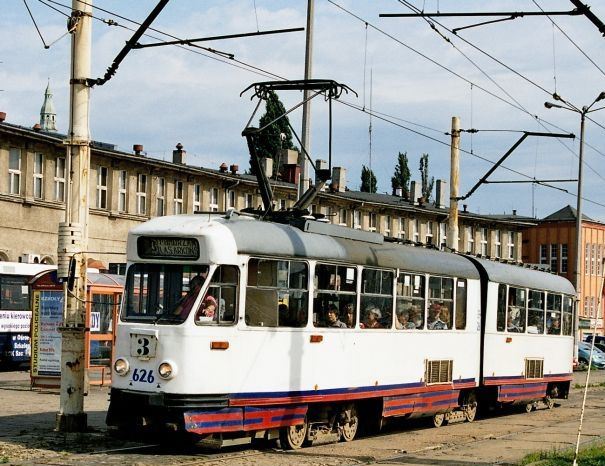
Konstal 102Na na linii nr 3 na ulicy Krzysztofa Kolumba, ok. 2004

1 listopada 1999 r. w ramach kolejnego etapu restrukturyzacji, z MZK wydzielono dwie kolejne zajezdnie autobusowe, które od tej pory funkcjonują jako samodzielne Szczecińskie Przedsiębiorstwo Autobusowe „Klonowica” oraz „Dąbie”. Od tego momentu MZK zajmowało się wyłącznie przewozami tramwajowymi. W 2000 r. zmieniono limity czasowe biletów na 20, 60 i 120 minut. Rok później dostarczono nowe wagony typu 105N2k/S/2000, a do eksploatacji włączono zmodernizowane w Centralnych Warsztatach wagony 105Ng/S. 1 stycznia 2002 roku, w wyniku przekształceń w Urzędzie Miejskim Miasta Szczecina utworzono Zarząd Dróg i Transportu Miejskiego łącząc w ramach jednej jednostki budżetowej funkcje dotychczasowego Zarządu Komunikacji Miejskiej oraz Wydziału Inżyniera Miasta. 1 października 2004 roku z eksploatacji wyłączono zajezdnię Niemierzyn. W jej miejsce 1 stycznia 2006 r. utworzono Muzeum Techniki i Komunikacji „Zajezdnia Sztuki”. 9 listopada tego samego roku do eksploatacji włączono tramwaje Tatra KT4DtM. 1 maja 2007 r. po pięcioletniej przerwie podwyższono ceny biletów o ok. 15%. Z powodu braków kadrowych 18 września 2007 r. skrócono trasę linii 9 (także ze względu na remont torowiska w al. Bohaterów Warszawy). Po zakończonym remoncie linia 9 powróciła na stałą trasę, a od 1 października zmniejszono częstotliwość kursowania większości linii.

### Lata 2009–2019

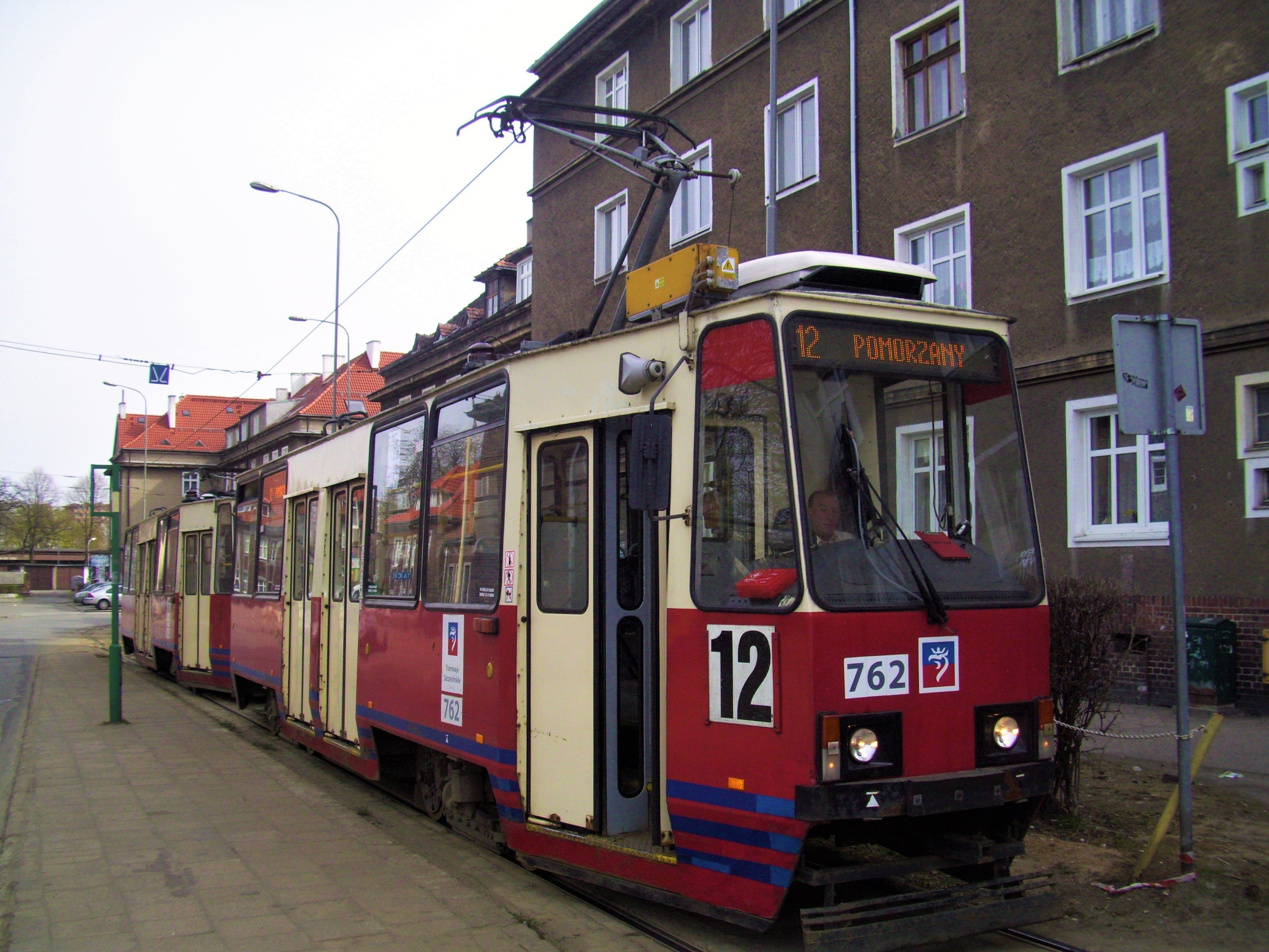
Skład tramwajów Konstal 105Na na pętli Dworzec Niebuszewo, 2011 r.

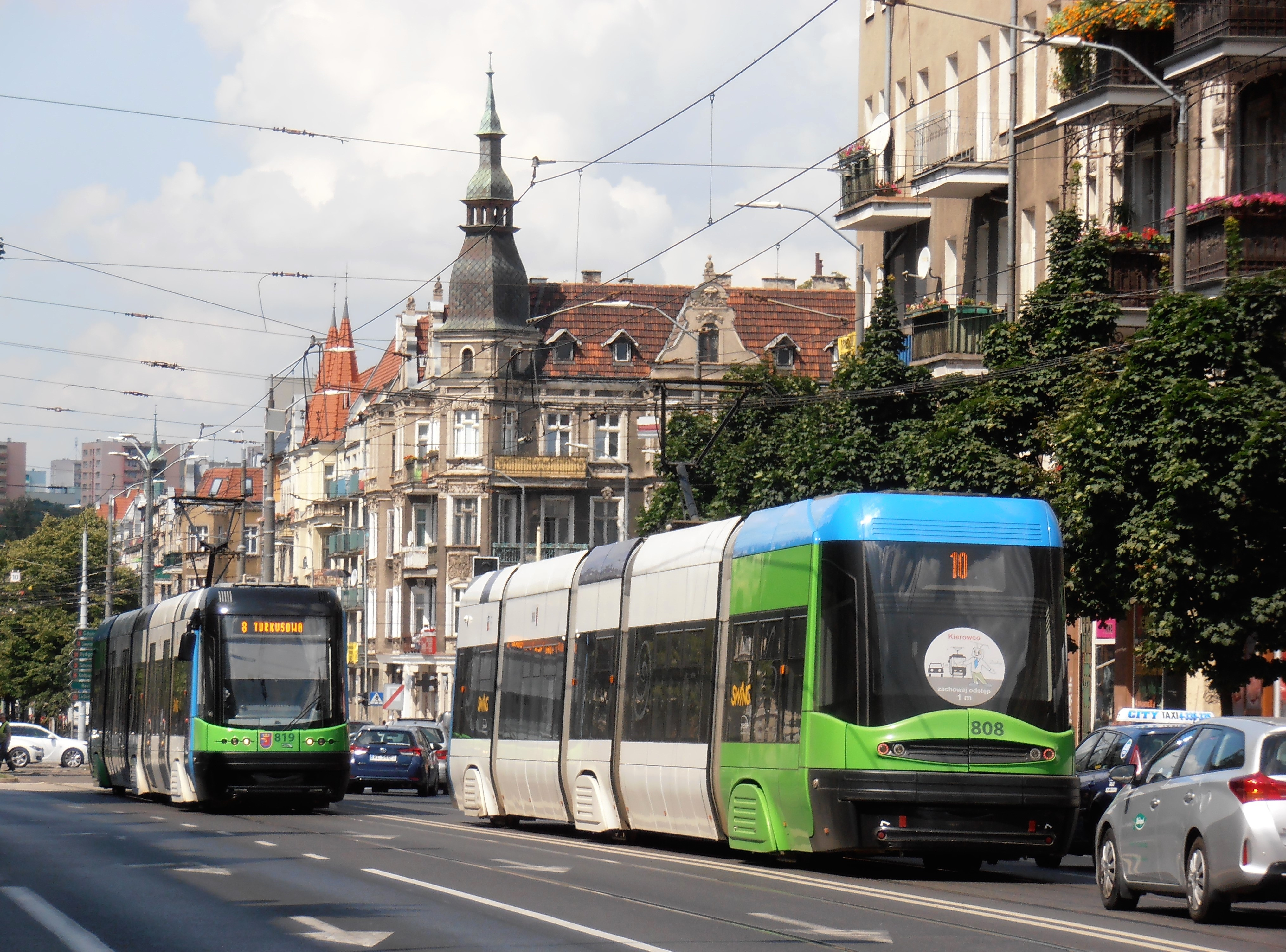
Mijające się tramwaje typu Pesa Swing 120NaS2 na ulicy Krzywoustego, 2018 r.

Od 1 stycznia 2009 roku Miejski Zakład Komunikacyjny został zastąpiony nową spółką Tramwaje Szczecińskie. 22 lipca 2010 r. podpisano umowę na dostawę 6 tramwajów Pesa 120NaS Swing. Pierwszy tramwaj uroczyście zaprezentowano 13 listopada tego samego roku w zajezdni Pogodno. 1 lutego 2011 r. zadebiutował on w ruchu liniowym. 
26 marca 2011 r. rozpoczęła się modernizacja ciągu komunikacyjnego ulic Krasińskiego – Niemierzyńska – Arkońska. 1 marca 2012 r. po raz kolejny zmianie uległa taryfa biletowa, obowiązujące limity czasowe to: 15, 30, 60 i 120 minut. 13 kwietnia rozpoczęła a sierpnia zakończyła się przebudowa Bramy Portowej, jednego z najważniejszych węzłów komunikacyjnych w Szczecinie. 24 czerwca rozpoczęto eksploatację tramwajów Tatra KT4DtM w trakcji podwójnej. Pierwszy taki skład wyjechał na linię nr 12. Po 20 latach nieobecności, 3 września 2012 r. została uruchomiona linia nr 10 na nowej trasie Gumieńce – Plac Rodła. Latem ogłoszono przetarg na budowę linii szybkiego tramwaju. Pod koniec kwietnia 2013 r. przekazano plac budowy i rozpoczęto I etap inwestycji. Ukończenie I etapu budowy szybkiego tramwaju zapowiedziano na kwiecień 2015 r.; wszystkie prace zakończono zgodnie z planem. Pierwszy tramwaj ruszył trasą dopiero 29 sierpnia, ponieważ wykonawca przebudowy ulicy Energetyków i Gdańskiej nie zakończył prac na czas.
14 kwietnia 2014 r. zakończył się remont torów tramwajowych w alei Piastów oraz jednocześnie rozpoczął się remont zużytych torów tramwajowych na ul. Potulickiej i Narutowicza. W ramach tego remontu zostało zmodernizowane torowisko, nawierzchnia ulic oraz pętla tramwajowa. Jesienią 2014 r. firma Energopol rozpoczęła remont torowiska tramwajowego w ciągu alei 3-go Maja. W kwietniu 2015 roku została zakończona, trwająca od kwietnia 2013 roku, budowa pierwszej od wielu lat całkowicie nowej trasy tramwajowej w mieście. Wybudowano 4 km torów od Basenu Górniczego do pętli „Turkusowa” na osiedlu Zdroje. Linia tramwajowa została wybudowana w ramach Szczecińskiego Szybkiego Tramwaju; koszty wyniosły 189 mln zł, z czego większość pokryły fundusze z Unii Europejskiej. 26 marca 2018 r. miasto otrzymało 175 mln zł dofinansowania z Unii Europejskiej na remont 13 km torowisk tramwajowych. Na początku stycznia 2019 r. rozpoczął się przetarg na wykonanie modernizacji torowiska tramwajowego wraz z siecią trakcyjną na placu Szarych Szeregów oraz na skrzyżowaniu ulicy Wyszyńskiego z Nabrzeżem Wieleckim.
8 września 2019 r., w ramach obchodów 140-lecia uruchomienia transportu publicznego w Szczecinie, ulicami miasta przejechała parada tramwajowa, w której uczestniczyły wagony: Konstal N nr 167H, Konstal 4N nr 216H, Konstal 105Ng/2015 nr 533 i 534, Tatra T6A2D nr 225 i 226, Tatra KT4DtM nr 156, Konstal 105N2k/S/2000 nr 783 z doczepą Protram 105N2k/D/2000 nr 791 oraz Pesa Swing 120NaS2 nr 818.

### Po roku 2019

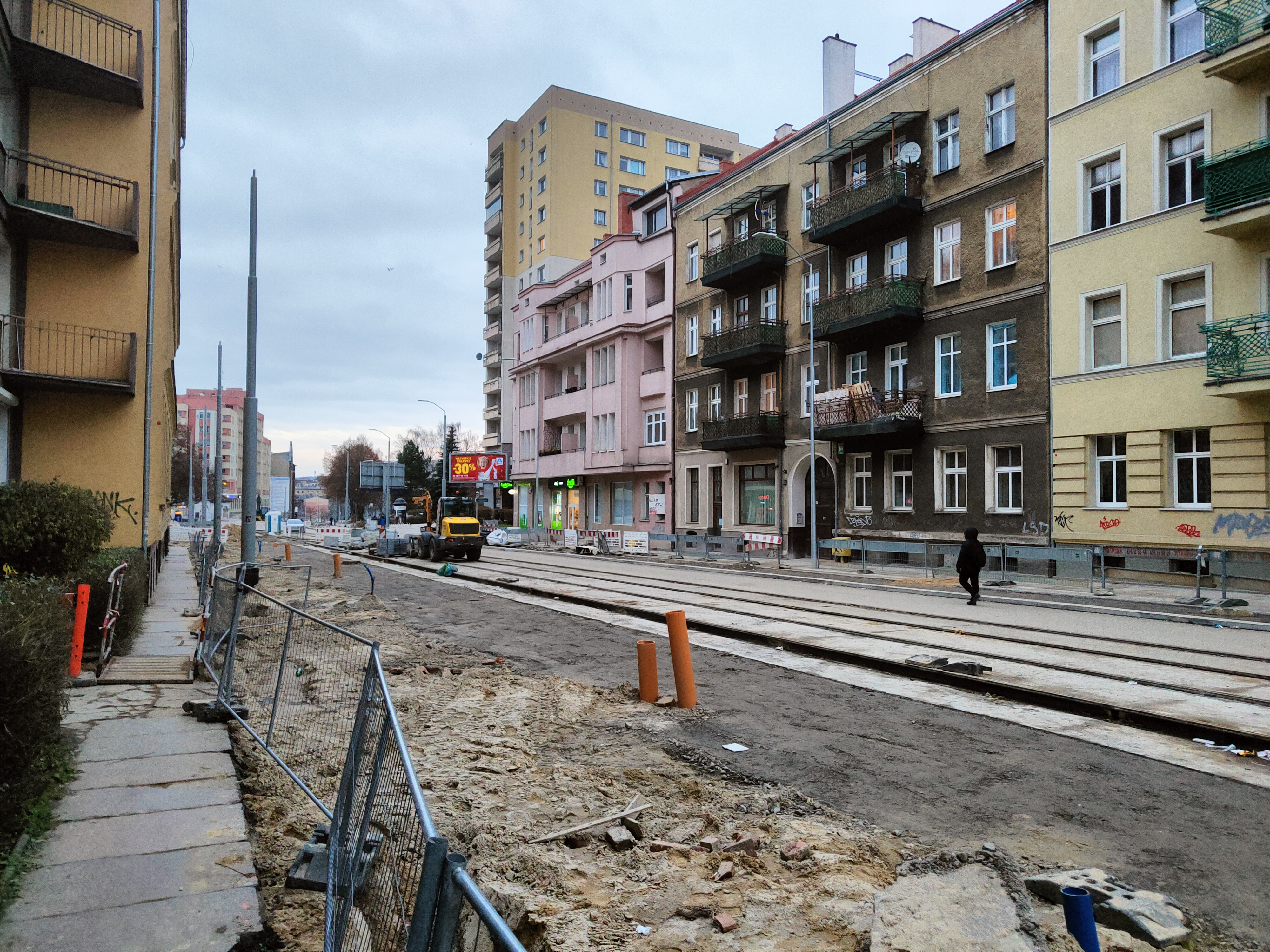
Remont infrastruktury tramwajowej na alei Wyzwolenia, grudzień 2022

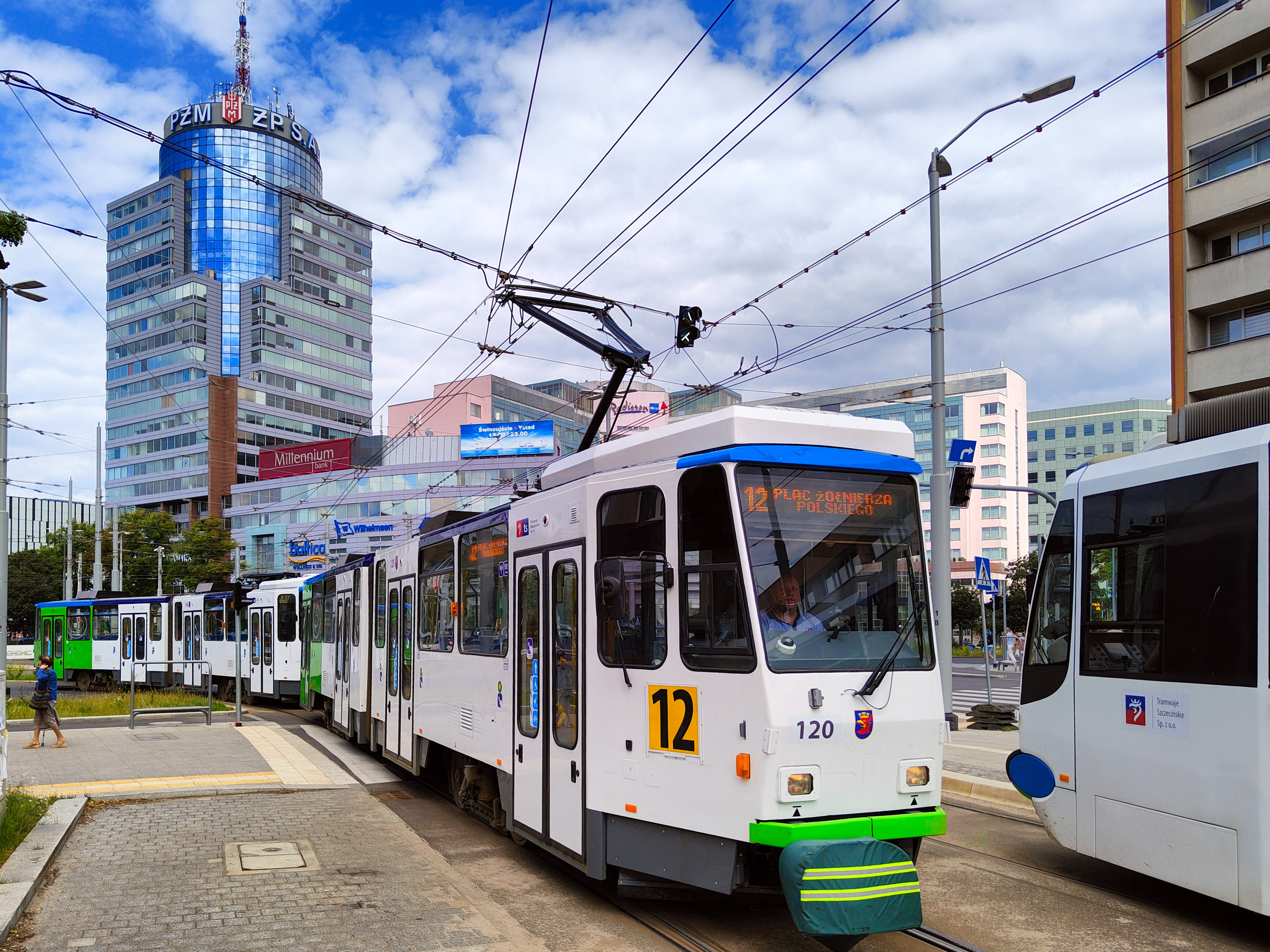
Skład wagonów Tatra KT4DtM na zmodyfikowanej z powodu remontów trasie linii nr 12, lipiec 2023

15 stycznia 2020 r. rozpoczął się remont torowiska tramwajowego wraz z siecią trakcyjną, przystankami i infrastrukturą podziemną na placu Szarych Szeregów. Wykonanie prac powierzono firmie ZUE. Po zakończeniu prac na wyżej wymienionym placu wykonawca przystąpi do przebudowy torowiska tramwajowego na skrzyżowaniu ulicy Wyszyńskiego z Nabrzeżem Wieleckim. 4 lutego 2020 r. ogłoszono przetarg na przeprowadzenie modernizacji torowisk wraz z siecią trakcyjną na ul. Asnyka, Boguchwały, Kołłątaja, placu Rodła, alei Wyzwolenia i Niepodległości oraz na placu Żołnierza Polskiego, na ulicy Matejki i na fragmencie ulicy Piłsudskiego.
23 maja 2020 r. ZUE S.A. rozpoczęło wymianę torów na skrzyżowaniu ulicy Wyszyńskiego z Nabrzeżem Wieleckim. 25 czerwca 2020 r. otwarto dla ruchu liniowego nowo zbudowane torowisko tramwajowe łączące pętlę tramwajową Las Arkoński z aleją Wojska Polskiego. W tym samym dniu zakończono także modernizację torowisk na placu Szarych Szeregów. 11 grudnia 2020 r. podpisano z przedsiębiorstwem ZUE S.A. umowę na modernizację torowisk oraz przystanków i sieci zasilającej na ul. Elizy Orzeszkowej, Boguchwały, Adama Asnyka, Hugona Kołłątaja, al. Wyzwolenia, pl. Żołnierza Polskiego oraz częściowo na ul. Jana Matejki i Józefa Piłsudskiego. 9 stycznia 2021 r. rozpoczęły się pierwsze prace budowlane związane z tą inwestycją. Wyremontowano przylegające do torowiska ulice wraz z chodnikami. Częściowej zmianie uległo położenie przystanków w ciągu alei Wyzwolenia oraz ich forma (przystanki wiedeńskie). Z powodu opóźnień i problemów w realizacji inwestycji tramwaje linii nr 12 powróciły na trasę do pętli Dworzec Niebuszewo dopiero 2 września 2023 r.
21 lutego 2023 r. konsorcjum firm Tormel i Stanled I przystąpiło do budowy nowego torowiska tramwajowego wraz z siecią trakcyjną na przedłużeniu ulicy Sosabowskiego od ronda Żołnierzy Polskich Misji Pokojowych ONZ do pętli Krzekowo. 29 lipca 2023 r. rzeczona pętla tramwajowa została zlikwidowana i zastąpiona przez węzeł rozjazdowy na skrzyżowaniu ulic Sosabowskiego i Żołnierskiej..
Ze względu na złą sytuację kadrową Zarząd Dróg i Transportu Miejskiego poinformował we wrześniu 2023 o zmianach w kursowaniu tramwajów linii nr 2, 6, 7, 8, 10, 11, 12. Od 16 września 2023 r. linia nr 8 kursuje tylko w dni powszednie w godzinach szczytu. W zamian linia nr 10 stała się linią całodzienną. Linia nr 11 kursuje do pętli Ludowa tylko w dni powszednie w godzinach szczytu, w pozostałe dni i w godzinach pozaszczytowych została skrócona do placu Rodła. Linia nr 6 na tymczasowej trasie zmieniła przystanek końcowy i została skomunikowana z linią 11. Na pozostałych liniach miały miejsce korekty godzin odjazdów. Przedstawicielka Urzędu Miasta Szczecin zapowiedziała, że sytuacja szczecińskiego systemu tramwajowego powinna ulec poprawie w październiku 2023 wraz ze zwiększeniem liczby motorniczych. 2 stycznia 2024 roku linia 11 powróciła do kursowania do pętli Ludowa także poza godzinami szczytu. 14 lutego 2024 roku linia 8 wróciła do całodziennego kursowania.
1 lipca 2024 roku Tramwaje Szczecińskie ogłosiły przetarg na dostawę czterech dwukierunkowych, w pełni niskopodłogowych wagonów tramwajowych z możliwością rozszerzenia zamówienia o następnych osiem wagonów, jednego specjalistycznego pojazdu technicznego i jednego kompletu wyposażenia obsługowo-naprawczego. Jedynym oferentem okazał się Modertrans Poznań. W listopadzie 2024 miasto zasygnalizowało chęć zakupu używanych, niskopodłogowych wagonów tramwajowych typu GT6N z Berlina. 5 grudnia 2024 r. podpisano umowę z firmą Modertrans Poznań obejmującą dostawę czterech nowych tramwajów (z prawem opcji zakupu ośmiu kolejnych w przypadku uzyskania funduszy z KPO). Zakup nowych i używanych wagonów tramwajowych powinien umożliwić wycofanie najbardziej wyeksploatowanych składów tramwajów Tatra T6A2D. 24 lutego 2025 roku poinformowano o rozszerzeniu zamówienia o 8 dodatkowych tramwajów, dzięki czemu do Szczecina dostarczonych zostanie 12 tramwajów typu Moderus Gamma.

## Zajezdnie

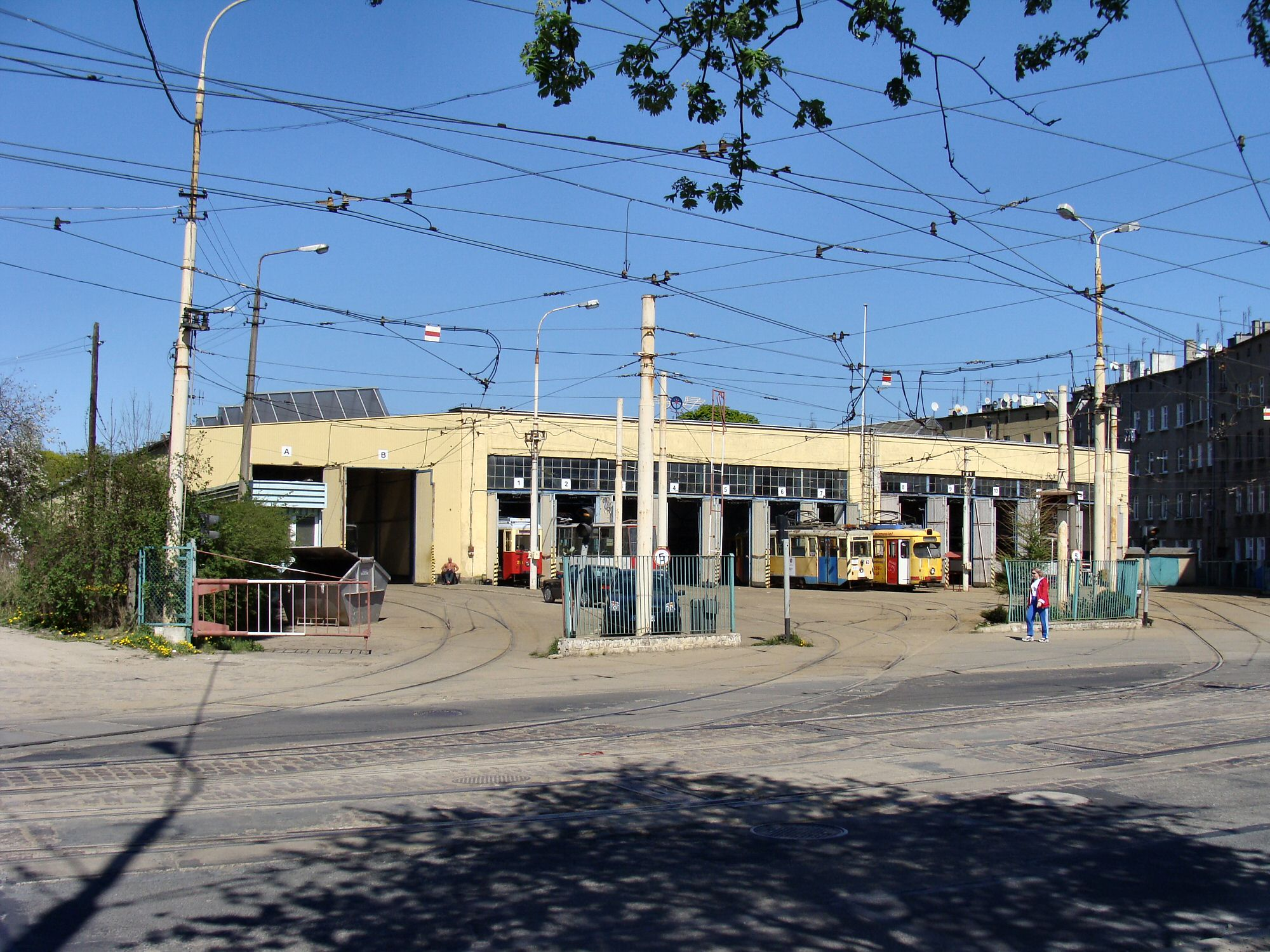
Zajezdnia Golęcin

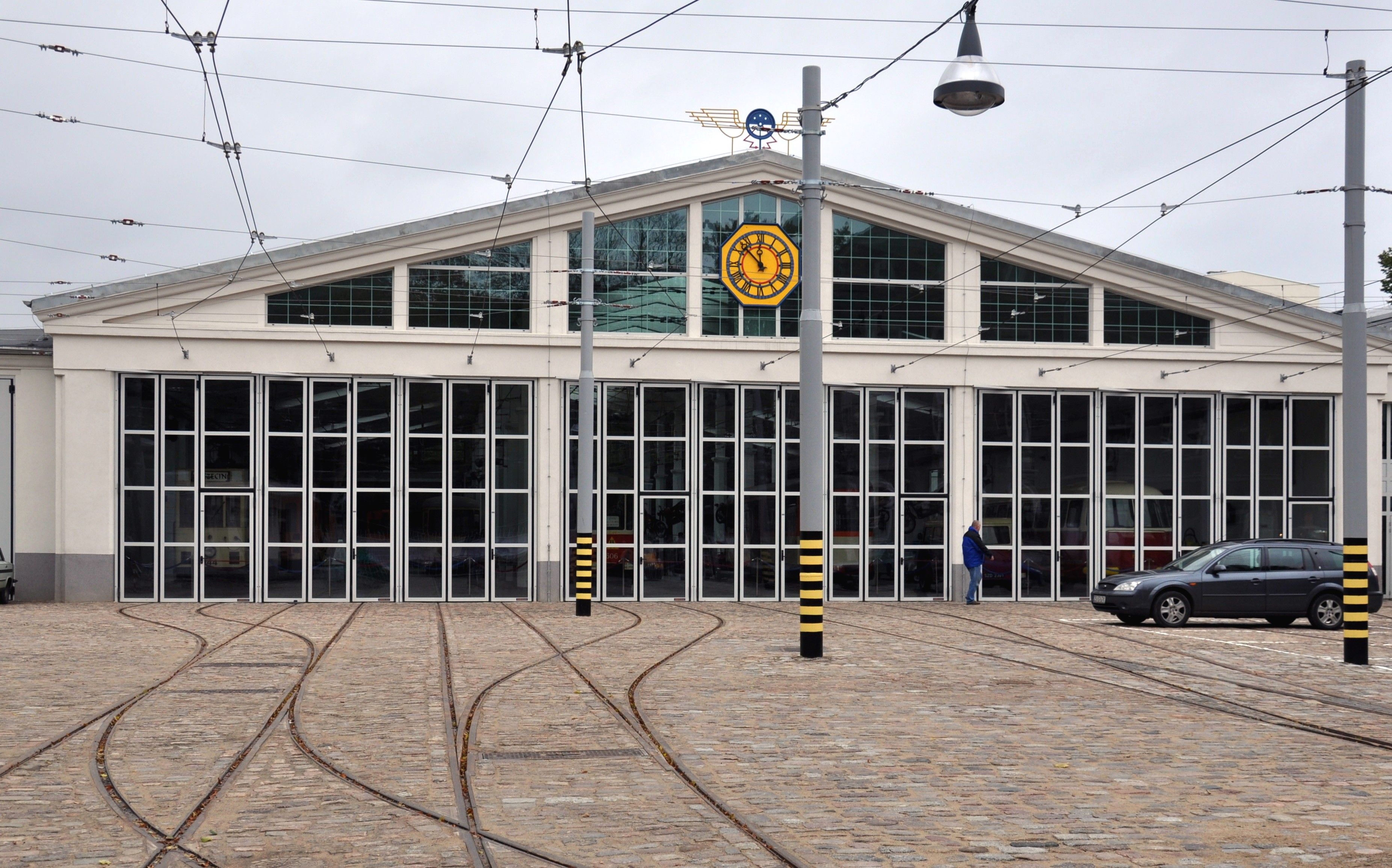
Zajezdnia Niemierzyn w 2010 r. po remoncie – obecnie MTiK

### Eksploatowane
- Golęcin (ul. Wiszesława 18)

Została zbudowana w 1898 r. i zastąpiła zajezdnię tramwajów konnych. Przebudowywano ją w latach 1926, 1979 oraz 1992, kiedy to dobudowano halę i stanowiska naprawcze. Pierwsze tramwaje Konstal 105N i pochodne trafiły tutaj w czerwcu 1991 r. Od maja 2001 r. stacjonują w niej także wagony 105N2k/S/2000. Od 2008 r. stacjonują wagony Tatra T6A2D. Zajezdnia obsługuje linie 2, 3, 5, 6, 7, 11 oraz 12.
- Pogodno (al. Wojska Polskiego 200)

Jest to największa i najmłodsza szczecińska zajezdnia. Zbudowana została w 1934 r., natomiast w 1981 r. zakończono jej modernizację połączoną z rozbudową. Dzięki przebudowie jest najlepiej dostosowana do nowoczesnego taboru, z tego też powodu do 1991 r. kierowano tutaj wszystkie nowo zakupione tramwaje. Po zmianie struktury taboru w latach 90. XX wieku stacjonują tu wagony 105N2k/S/2000, Pesa Swing 120NaS oraz 120NaS2 i Tatra KT4DtM. Od października 2007 roku stacjonuje także 36 wagonów Tatra T6A2D. Zajezdnia obsługuje linie 1, 2, 3, 4, 5, 7, 8, 9, 10 oraz 12. W 2014 roku odbył się jeden z ważniejszych remontów zajezdni.

### Nieeksploatowane i nieistniejące
- Zajezdnia Niemierzyn (ul. Niemierzyńska 18A) – zamknięta 1 października 2004 r. – obecnie w tym miejscu funkcjonuje Muzeum Techniki i Komunikacji „Zajezdnia Sztuki”.
- Zajezdnia przy ul. Krzysztofa Kolumba (obecnie sklepy i magazyny).
- Zajezdnia przy ul. Piotra Skargi (dawna zajezdnia dla tramwajów konnych, później także elektrycznych, obecnie Miejski Zakład Gospodarki Odpadami oraz sklep rowerowy).
- Zajezdnia konna przy ul. Dębogórskiej (Żelechowa)
- Zajezdnia konna przy ul. Dubois (Grabowo)

### Wydział Remontowy TS
Warsztaty Tramwajów Szczecińskich znajdują się w siedzibie spółki przy ul. Klonowica 5. Na ich terenie bywają przechowywane tramwajowe wozy techniczne oraz pojazdy remontowane i wycofane z użytku, tutaj też przeprowadza się modernizację tramwajów i montowanie nowych składów z prefabrykowanych elementów.

## Malowanie i oznaczenia wagonów
- do 1945 r. – kremowe
- od 1945 r. do 1995 r. – wagon od kół do okien czerwony, od linii okien do dachu kremowy
- od 1995 r. do 2006 r. – wagon biały, od kół do listwy ozdobnej czerwono-niebieskie pasy
- od 2006 r. do 2008 r. – wagon od listwy ozdobnej do okien czerwony, od linii okien do dachu kremowy, od kół do listwy ozdobnej czerwono-niebieskie pasy
- od 2008 r. – wagon do górnej linii okna biały, w tylnej części zielony; nad górną linią okna w tylnej oraz przedniej części niebieski, w środkowej części fragmenty białe i ciemnoniebieskie; w zależności od modelu tramwaju niektóre elementy (np. zderzaki) dodatkowo w kolorze zielonym lub niebieskim.

Po 1945 roku szczecińskie wagony przez lata oznaczane były wizerunkiem gryfa, numerem taborowym oraz nazwą przedsiębiorstwa komunikacji. W 2009 roku gryfa zastąpiono nowym logiem miasta, jednak po protestach przywrócono z powrotem wizerunek gryfa.
| Malowanie tramwajów |
| --- |
| Malowanie obowiązujące od 1945 do 1995 r.Malowanie obowiązujące od 1995 do 2006 r.Malowanie obowiązujące od 2006 do 2008 r.Schemat malowania od 2008 r. |

| Oznaczenia tramwajów |
| --- |
| Oznaczenie obowiązujące od lat 50. XX wieku do 1999 rokuOznaczenie obowiązujące od 1999 roku do 2009 rokuOznaczenie obowiązujące od 2012 roku |

## Tabor

### Współczesny

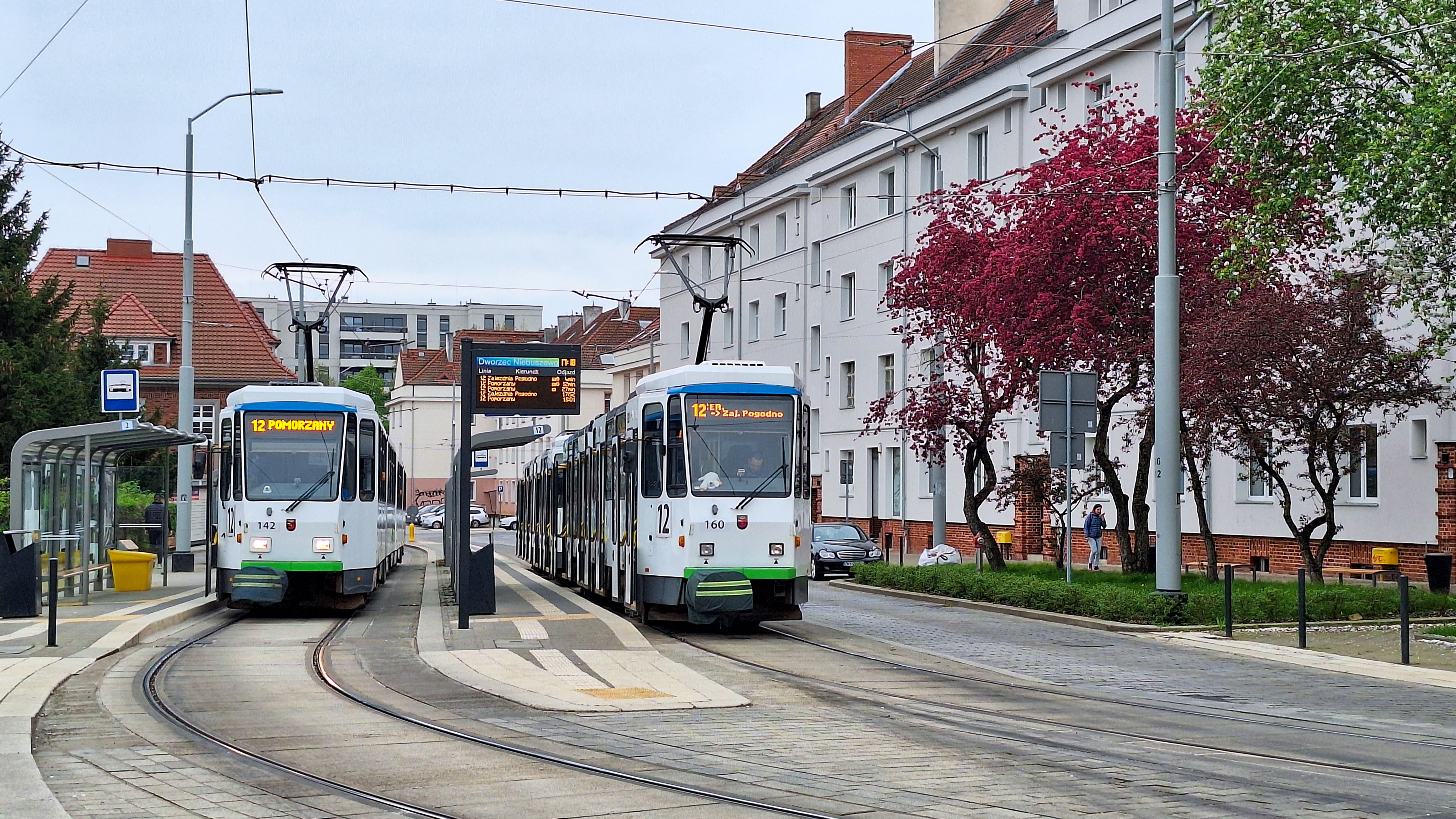
Podstawę taboru tramwajowego w Szczecinie stanowią sprowadzone z Berlina Tatry KT4DtM

Zakup w 1996 r. używanych wagonów GT6 z Niemiec umożliwił wycofanie przestarzałych wagonów dwuosiowych, jednak był to zabieg reanimacyjny. Fabrycznie nowe wagony kupowane były okazjonalnie – w latach 1990–1992 26 wagonów 105Na, w 1991 r. 2 wagony 106Na, w 1994 r. 2 wagony 105Np. Kolejne inwestycje w tabor nastąpiły dopiero na przełomie tysiącleci, kiedy to w 2001 r. do eksploatacji trafiły zamówione jeszcze w 2000 r. wagony 105N2k/S/2000 oraz zmodernizowane wagony 105Na, oznaczone jako 105Ng/S. W 2001 r. po Szczecinie kursowały 4 takie wagony sprowadzone w ramach testów z Magdeburga, Berlina, Krakowa oraz Katowic. Testy te były zwiastunem przygotowań do wspólnego przetargu na wagony niskopodłogowe, do jakiego szykowały się Szczecin, Poznań oraz Wrocław. Jeszcze w tym samym roku Szczecin wycofał się z tych planów, jako powód podając fatalny stan torowisk oraz konieczność ich wcześniejszego wyremontowania. W 2006 r. potrzeba natychmiastowej wymiany taboru tramwajowego została dostrzeżona przez władze miasta. Negocjacje podjęte z Berliner Verkehrsbetriebe (BVG), czyli Berlińskim Przedsiębiorstwem Komunikacyjnym, zaowocowały wymianą zdezelowanych polskich wagonów przegubowych 102Na (wyprodukowanych w latach 1969–1974) na czechosłowackie wagony Tatra KT4DtM (wyprodukowane w latach 1983 i 1985–1987, zmodernizowane w latach 1994–1996). Pierwsze z 21 zakupionych wagonów tego typu przyjechały do Szczecina 27 października nad ranem, a ich eksploatacja liniowa rozpoczęła się 9 listopada 2006 r. Ostatnią partię tych tramwajów dostarczono do Szczecina w dniach 15–16 stycznia 2007 r. Prowadzone były rozmowy z BVG na temat zwiększenia liczby (do 50 sztuk) zakupionych wcześniej Tatr. BVG wycofało się jednak ze sprzedaży wagonów przegubowych Tatra KT4DtM. Zamiast nich Szczecin zakupił bezprzegubowe wagony Tatra T6A2D w liczbie 32 sztuk (umowę podpisano 25 września 2007 r.) Pierwsze 2 wagony przybyły w dniach 29–30 października 2007 r., a pozostałe 30 sztuk zostało dostarczonych do końca 2008 r. Zakup używanych Tatr T6A2D pozwolił na wycofanie z eksploatacji liniowej wagonów Düwag GT6 oraz najbardziej wyeksploatowanych Konstali 105N. W 2005 roku powrócono do przeprowadzania modernizacji taboru obejmujących między innymi wymianę przetwornic, pulpitów, mechanizmów drzwiowych, pantografów, wózków i części elektryki oraz likwidację kabiny motorniczego w drugim wagonie poprzez poziome umiejscowienie głównej szafy elektrycznej, odświeżeniu poddano też elementy wnętrza, zamontowano nowe siedzenia firmy Astromal. Pod koniec roku 2007 do Szczecina przybyło 6 doczep tramwajów 105N2k/D/2000 wyprodukowanych przez firmę Protram we Wrocławiu. Wagony te otrzymały monitoring, co było nowością w szczecińskiej komunikacji tramwajowej. W grudniu 2008 r. ogłoszono przetarg na dostawę pierwszych 6 wagonów niskopodłogowych. Przetarg wygrała PESA z tramwajem 120NaS. 22 lipca podpisano umowę na dostawę 6 tramwajów typu Swing 120Na dla Szczecina. 13 listopada 2010 r. przyjechał pierwszy taki tramwaj.
Na początku 2010 roku zakupiono w Berlinie następne 11 sztuk Tatr KT4DtM oraz 20 sztuk Tatr T6A2D.
1 lutego 2011 r. na linię 7 wyruszył planowo pierwszy szczeciński tramwaj niskopodłogowy z pasażerami.
W związku z dostawą 22 niskopodłogowych wagonów Pesa Swing 120NaS2 oraz kolejnym zakupem używanych wagonów KT4DtM z Berlina, na przełomie 2013 i 2014 roku rozpoczęto zmiany dotyczące miejsca stacjonowania tramwajów. Obecnie wszystkie niskopodłogowe pojazdy oraz Tatry KT4DtM stacjonują w zajezdni Pogodno, która została w 2015 roku przebudowana i dostosowana do obsługi tramwajów niskopodłogowych, a pojazdy T6A2D oraz pochodne 105N zostały przeniesione z Pogodna do zajezdni Golęcin. W związku z tymi zmianami stopniowo wycofywano najbardziej wyeksploatowane tramwaje typu 105N oraz 105Na.
Obecnie ilostan tramwajowy Tramwajów Szczecińskich przedstawia się następująco:
| Zdjęcie                          | Typ                              | Eksploatacja od                  | Opis | przewóz osób na wózkach          | Liczba wagonów |
| -------------------------------- | -------------------------------- | -------------------------------- | --- | -------------------------------- | -------------- |
|                                  | Moderus Gamma                    | 2026                             | 5 grudnia 2024 r. Tramwaje Szczecińskie podpisały umowę na cztery trójczłonowe, w pełni niskopodłogowe, dwukierunkowe wagony tramwajowe z Modertransem Poznań (z opcją rozszerzenia zamówienia o osiem kolejnych sztuk). 24 lutego 2025 r. miasto poinformowało o chęci rozszerzenia zamówienia. Tramwaje powinny zostać dostarczone najpóźniej do maja 2026 r. | przewóz osób na wózkach          | 0 z 12         |
|                                  | Moderus Beta MF 29 AC BD         | 2021                             | Pod koniec sierpnia 2020 r. w przetargu na dostawę części do dwóch dwukierunkowych, częściowo niskopodłogowych wagonów tramwajowych (z opcją zakupu kolejnych dwóch kompletów) wygrała firma Modertrans Poznań. Początkowo planowano wykonanie prac montażowych w warsztatach Tramwajów Szczecińskich, jednak z powodu pandemii COVID-19 proces ten został przeprowadzony przez pracowników Tramwajów Szczecińskich w halach producenta. Pierwszy tramwaj, któremu nadano numer 621, dostarczono do Szczecina 14 grudnia 2020 r. Dwukierunkowość tramwajów tego typu ma zostać wykorzystana w sytuacjach awaryjnych, w trakcie remontów, a także w przypadku uruchomienia w przyszłości nowych linii tramwajowych niezakończonych pętlami. Drugi tramwaj dotarł do Szczecina w nocy z 29 na 30 grudnia 2020 r. Eksploatacja liniowa wagonu nr 621 rozpoczęła się 16 stycznia 2021 r. 28 marca 2023 r. przetarg na dostawę dwóch częściowo niskopodłogowych, dwukierunkowych tramwajów ponownie wygrał Modertrans, oferując tramwaj Moderus Beta.                                                                     | przewóz osób na wózkach          | 61             |
|                                  | Moderus Beta MF 25 AC            | 2018                             | Wagon nr 603 włączono do eksploatacji 15 września 2018 r., natomiast wagon nr 604 – dzień wcześniej. | przewóz osób na wózkach          | 21             |
|                                  | Moderus Beta MF 15 AC            | 2014                             | Pod koniec 2013 roku Tramwaje Szczecińskie ogłosiły przetarg na dostawę elementów, podzespołów, wyposażenia, części mechanicznych i elektrycznych niezbędnych do montażu tramwaju z częściowo niską podłogą. Przetarg wygrał Modertrans Poznań z wagonem typu Moderus Beta, a umowa została podpisana 11 marca 2014 roku. Części wagonu miały zostać dostarczone w ciągu 60 dni, a montaż miał potrwać od dwóch do trzech miesięcy. Pierwszy wagon o numerze #601 zadebiutował 9 października 2014 roku na linii 3. Drugi wagon o numerze #602 zadebiutował 19 stycznia 2015 roku na linii 1. | przewóz osób na wózkach          | 21             |
|                                  | Pesa Swing 120NaS2               | 2013                             | W 2012 r. władze Szczecina zamówiły kolejne 22 Swingi. Nowe Swingi są krótsze: długość tramwaju wynosi 30,12 m (poprzednie 31,82 m). Zostały też wyposażone w dodatkową rampę dla osób na wózkach inwalidzkich czy wózków dziecięcych, a także w bezprzewodowy internet. Pierwsze pojazdy o numerach #807 i #808 zadebiutowały 12 marca 2013 roku na linii nr 8. | przewóz osób na wózkach          | 221            |
|                                  | Pesa Swing 120NaS                | 2011                             | Pierwszy od kilkudziesięciu lat niskopodłogowy tramwaj w Szczecinie. Premiera odbyła się 13 listopada 2010 roku na terenie zajezdni Pogodno. Jest to niskopodłogowy, pięcioczłonowy tramwaj przegubowy produkowany przez bydgoską PESĘ. | przewóz osób na wózkach          | 61             |
|                                  | Moderus Alfa HF 10 AC            | 2011                             | Poziom modernizacji podobny jak w przypadku wagonów HF09. Różnice polegają na usunięciu „skosów” z dolnej części pudła, całkowitemu wypełnieniu szybą drzwi tramwajów oraz zmienieniu rodzaju rozruchu z impulsowego na indukcyjny. 6 wagonów przebudowano na doczepy czynne. Nadano im numery 503-514. |                                  | 122            |
|                                  | Moderus Alfa HF 09               | 2008                             | Tramwaj typu 105Na zmodernizowany w Modertrans Poznań. Modernizacja polegała na zmianie designu tramwaju, wnętrza, napędu, oraz likwidacji trzecich drzwi wagonu, a także wyposażono je w rozrusznik impulsowy. Modernizacji poddano 2 wagony, noszą one numery 501 i 502. Ten drugi został przebudowany na wagon doczepny. |                                  | 2              |
|                                  | Protram 105N2k/D/2000            | 2007                             | Doczepy czynne do wagonów 105N2k/2000 wyprodukowane przez wrocławskie zakłady Protram na licencji Alstom Konstal. Wagony charakteryzuje brak kabiny motorniczego oraz inny układ wnętrza w porównaniu z wagonami sterowniczymi. |                                  | 62             |
|                                  | Konstal 105N2k/S/2000            | 2001                             | Od zwykłej „stopiątki” oprócz zastosowania nowoczesnej elektroniki, wagony 105N2k/2000 odróżnia głównie zupełnie przemodelowana ściana czołowa oraz tylna wykonana z tworzyw sztucznych, co ułatwia ich wymianę w razie kolizji. Od ich zaokrąglonych kształtów wagony te otrzymały przezwisko „bulwa”. Nowe pudło wagonu jest o 5 centymetrów węższe od standardowego (2,4 m) i dostosowane do 3 par wychylno-odskocznych drzwi produkcji IFE. Zastosowano również łatwo zdejmowane pokrywy na wózki, a górna krawędź pudła stała się jednocześnie rynienką przeciwdeszczową. |                                  | 142            |
|                                  | Tatra T6A2D                      | 2008                             | Tramwaj produkcji czechosłowackiej wytwarzany w latach 1988–1999 w zakładach ČKD. Jest to jednokierunkowy wagon silnikowy. Tramwaje tego typu eksploatowane w Szczecinie zostały gruntownie zmodernizowane w latach 90. XX wieku w niemieckich zakładach Siemensa. Otrzymały one wtedy nowe drzwi, pantografy, wózki, siedzenia oraz okna. Były eksploatowane w Berlinie. Pierwszy wagon z pierwszej serii dostawy przybył do Szczecina w 2007 roku. Pierwsze wagony drugiej serii zaczęto dostarczać od przełomu roku 2009 i 2010. Nie zostały one przemalowane i wciąż jeżdżą one w barwach niemieckiego przewoźnika BVG. |                                  | 111+ 332       |
|                                  | Tatra KT4DtM                     | 2006                             | Tramwaj produkcji czechosłowackiej wytwarzany w latach 1974–1997 w zakładach ČKD. Jest to jednokierunkowy, jednoprzestrzenny wagon silnikowy. Tramwaje tego typu eksploatowane w Szczecinie zostały sprowadzone jako używane z Berlina, wcześniej zostały gruntownie zmodernizowane w latach 90. XX wieku w zakładach Siemensa w Budziszynie. Pierwsza dostawa wagonów trwała na przełomie 2006 i 2007 roku, wówczas sprowadzono 21 sztuk. Druga dostawa trwała od maja do listopada 2010 roku, sprowadzono wówczas dodatkowo 11 sztuk. W październiku 2012 roku podpisano umowę z BVG na dostawę 41 wagonów oraz jednego powypadkowego, który miał być przeznaczony na części zamienne. Przybyły one do Szczecina na przełomie 2012 i 2013 roku. Obecnie większość wagonów jest modernizowana w Szczecinie, gdzie wymianie ulega m.in. aparatura Siemensa na polską wyprodukowaną przez firmę Woltan, montaż monitoringu, modernizacja pulpitu motorniczego, a także zmiana malowania i tapicerki zgodnie z programem Floating Garden. Od lata 2012 roku rozpoczęto eksploatację składów 2xKT4DtM w ruchu liniowym. |                                  | 701+ 2         |
|                                  | Konstal 105Ng/2015               | 2015                             | Na przełomie 2000 i 2001 roku w Centralnych Warsztatach przy ulicy Klonowica zmodernizowano 12 wagonów typu 105Na (8 z zajezdni Pogodno oraz 4 z zajezdni Golęcin). Stopień ingerencji w konstrukcję okazał się tak duży, iż były to zupełnie nowe wagony. Oznaczenie 105Ng/S pochodzi od niewielkiej serii wagonów 105Ng wybudowanych w Konstalu w latach 90. XX wieku dla Warszawy. Wagony te otrzymały nowe pudła przystosowane do 3 par drzwi wychylno-odskokowych, nowe układy rozruchu, nowe wózki, pulpity, przetwornice statyczne oraz system informacji pasażerskiej. Dodatkowo drugi wagon w składzie przebudowano na doczepę czynną poprzez poziome ułożenie głównej szafy elektrycznej. Pierwsze wagony otrzymały również połówkowy pantograf OTK-2. Obecnie wszystkie wagony z Pogodna zostały przeniesione na Golęcin. Na przełomie 2015 i 2016 roku wszystkie wagony przeszły remont, po którym nadano im nowe oznaczenie 105Ng/2015. |                                  | 122            |
| Wszystkie tramwaje               | Wszystkie tramwaje               | Wszystkie tramwaje               | Wszystkie tramwaje | Wszystkie tramwaje               | 201            |
| Udział pojazdów niskopodłogowych | Udział pojazdów niskopodłogowych | Udział pojazdów niskopodłogowych | Udział pojazdów niskopodłogowych | Udział pojazdów niskopodłogowych | 18,9%          |

- 1 – Zajezdnia Pogodno, ² – Zajezdnia Golęcin

### Historyczny
Tramwaje używane podczas obsługi linii turystycznej, przejazdów okolicznościowych, wynajmów:
| Ilustracja | Typ           | Rok produkcji | Liczba | Opis |
| ---------- | ------------- | ------------- | ------ | --- |
|            | Bremen        | 1926          | 4      | Tramwaje produkowane dla przedwojennego Szczecina w latach 1925–1935. Obecnie w Szczecinie użytkowany jest jeden zabytkowy tramwaj Bremen o numerze bocznym #144. Został on odbudowany w roku 2001 i wykorzystywany był na wakacyjnej linii turystycznej 0. Stanowi on eksponat szczecińskiego Muzeum Techniki i Komunikacji. |
|            | Düwag GT6     | 1958          | 1      | 40-letnie tramwaje typu GT6 pojawiły się w Szczecinie w liczbie 33 sztuk w lutym 1996 r., sprowadzone z Düsseldorfu. Były to sześcioosiowe wagonu przegubowe, posiadające czworo harmonijkowych drzwi i pantograf nożycowy. W 2004 roku rozpoczęto ich wycofywanie spowodowane zakończeniem najwyższego wieku po remoncie (8 lat). Kolejnym argumentem były niestandardowe obręcze w kołach, niezgodne z polską normą (obręcze niszczyły torowisko i były za szerokie). 3 argumentem był brak części zamiennych i brak remontów, co spowodowało szybką degenerację wozów. Ostatnim tramwajem GT6 w ruchu liniowym był wagon nr #512, wycofany jako ostatni 31 marca 2009 roku. Jeden wagon GT6 zachowano na historyczny. Temu wagonowi (o numerze #919) przywrócono oryginalne malowanie Düsseldorfskie. Stanowi on eksponat szczecińskiego Muzeum Techniki i Komunikacji. |
|            | Konstal 105N  | 1975          | 2      | Wagony o numerach #720 i #701 kursują jako liniowo-historyczne. Skład ten przeszedł w ostatnich latach wiele remontów, przez które utracił swoją historyczność (wymiana przetwornicy wirowej na statyczną, usunięcie listwy ozdobnej z burty wagonu, pomalowanie siedzeń w kolory czerwono-żółte). Skład został wycofany z ruchu liniowego i oczekuje naprawy. |
|            | Düwag B4      | 1957          | 1      | W 1996 roku, razem z wagonami GT6 do Szczecina kupiono także 11 doczep typu B4. Jednak zaledwie połowa tych wagonów weszła do eksploatacji. W przeciwieństwie do tramwajów GT6, nie dostały w Szczecinie barw zakładowych (jeździły albo w oryginalnych barwach z Niemiec, albo pomalowane w reklamy). Są to jednokierunkowe, czteroosiowe doczepy bierne, wyposażone w troje drzwi, z czego pierwsze są jednoskrzydłowe. Doczepy były eksploatowane jedynie 4 lata. Większość tramwajów typu B4 skasowano, na historyczne zachowano 2 doczepy: #551 oraz #953II. Obydwie zostały wyremontowane i stacjonują w MTiK. |
|            | Düwag l       | 1957          | 1      | Druga z zachowanych doczep typu B4. Sprowadzona została z Frankfurtu nad Menem w 1997 roku wraz z 3 podobnymi i przydzielona do zajezdni Niemierzyn. Wycofana z ruchu została w dniu 31.12.2002 r. i przeniesiona do zajezdni Pogodno. Po remoncie blacharsko-lakierniczym stanowi eksponat MTiK. |
|            | Konstal N     | 1948-1956     | 8      | Tramwaje produkowane w zakładach Konstal w Chorzowie oraz Stoczni Gdańskiej. W późniejszym czasie większość z nich została przebudowana na wozy jednokierunkowe. 7 tramwajów zostało przebudowanych na wagony gospodarcze, natomiast wagon o numerze #167 został przeznaczony na wóz historyczny. Kursuje na sezonowej linii turystycznej nr 0. |
|            | Konstal 4N    | 1956–1962     | 11     | Tramwaje te są rozwiniętą wersją pojazdów typu N. Stacjonowały we wszystkich ówczesnych zajezdniach tramwajowych. Zostały wycofane w roku 1996 i zastąpione przez sprowadzone z Düsseldorfu wagony GT6. Obecnie 8 z nich służy jako wagony gospodarcze, wagony o numerach #216N i #293 są pojazdami historycznymi, natomiast wagon o numerze #286 został przekazany do Muzeum Techniki i Komunikacji. Kursuje na sezonowej linii turystycznej nr 0. |
|            | Konstal 4ND   | 1958          | 2      | Doczepa czynna do wagonów 4N. Pierwsza z zachowanych nosi numer #343 i została wyprodukowana w 1958 roku. Kursuje na sezonowej linii turystycznej nr 0. Ex-warszawska doczepa #369 trafiła w 1996 roku do Warszawy. 11 lutego 2021 roku została sprowadzona z powrotem do Szczecina i oczekuje na naprawę. |
|            | Konstal 102Na | 1971–1973     | 2      | Tramwaje eksploatowane w Szczecinie w latach 1971–2007. W latach 90. XX wieku tramwaje wysłano na naprawy do Miejskich Zakładów Naprawy Tramwajów w Krakowie, przy czym zakupiono dodatkowe wagony z Katowic, Wrocławia, Torunia i Łodzi. Z powodu złego stanu technicznego tramwaje zaczęto wycofywać z ruchu i zastępować sprowadzonymi z Berlina pojazdami Tatra KT4DtM. Ostatni raz 4 wagony wyjechały na planową służbę 28 lutego 2007 roku. Wagon o numerze #606 ma wyremontowane poszycie zewnętrzne i jest eksponatem w Muzeum Techniki i Komunikacji, natomiast wagon #604 został przeznaczony na wóz historyczny i obecnie oczekuje na naprawę. |
|            | Konstal ND    | 1955          | 1      | Doczepa do wagonów N. Jedyna zachowana nosi numer #386 i została wyprodukowana w 1955 roku. |

### Wycofany ze służby
Tramwaje, których eksploatacja na szczecińskich torowiskach została zakończona:
| Ilustracja | Typ            | Rok produkcji | Opis |
| ---------- | -------------- | ------------- | --- |
|            | konne          | koniec XIX w. | Pierwszy typ szczecińskich wagonów tramwajowych. Wyprodukowane zostały w zakładach Noellschen Waggonfabrik w Würzburgu. Po zelektryfikowaniu systemu tramwajowego przebudowane zostały na doczepy do tramwajów elektrycznych. |
|            | Herbrand       | 1897–1901     | Pierwsza generacja tramwajów elektrycznych w Szczecinie. Wagony typu Herbrand dostarczono z zakładów o tej samej nazwie z Kolonii. Pierwsze 58 wagonów zakupiono w 1897 roku. Rok później dostarczono kolejne 24 wagony, a w 1901 i w 1904 roku po 10 następnych. W 1907 roku przybyło kolejnych 13 tramwajów, a w 1912 roku ostatnich 6, nieróżniących się od tych z poprzedniej dostawy. Po II wojnie światowej część wagonów wyremontowano, inne przerobiono na wagony doczepne. Ostatnie tramwaje Herbrand wycofano w 1961 r. |
|            | Falkenried     | 1912          | Druga generacja tramwajów elektrycznych w Szczecinie. Pierwsze sześć tramwajów dostarczono do miasta w 1912 r. |
|            | Dessau         | 1925          | Pierwszych 20 wagonów zakupiono w 1925 r. Kolejnych 20 tramwajów silnikowych i 10 doczepnych serii Dessau dostarczono do Szczecina w 1926 r. Tramwaje typu Dessau eksploatowano do 1968 r., przy czym w schyłkowym czasie eksploatacji kursowały jako doczepy. |
|            | LHB            | ~1930         | W 1930 r. do Szczecina dostarczono 15 wagonów tramwajowych wyprodukowanych w zakładach Linke-Hofmann-Busch. Były to niskowejściowe, dwukierunkowe wagony silnikowe. Do części niskowejściowej prowadziły z obu stron wagonu drzwi dwuskrzydłowe. Wagonom nadano numery taborowe z zakresu #165–#179. Po zakończeniu II wojny światowej 7 wagonów sprzedano do Poznania, natomiast pozostałych 8 egzemplarzy kursowało do przełomu lat 50. i 60. XX w., kiedy to przebudowano je na wagony doczepne. Ostatnie tramwaje tego typu wycofano z eksploatacji w 1972 r. |
|            | Niesky         | 1939, 1942    | W 1939 r. do Szczecina dostarczono 5 nowych tramwajów niskowejściowych typu Niesky. W 1942 r. zakupiono jeszcze 14 tramwajów Niesky różniących się od tych z pierwszej serii gumową wykładziną podłogową oraz kilkoma innymi detalami. Zdjęcie przedstawia skład Konstal N+Niesky. |
|            | LHB (Oslo)     | 1899          | W 1943 r. do Szczecina z Oslo sprowadzono jedną z 12 doczep wyprodukowanych w zakładach Linke-Hofmann-Busch. Jej eksploatację zakończono w 1968 r. |
|            | HaWa (Oslo)    | 1921–1924     | W 1943 r. do Szczecina z Oslo sprowadzono dwa tramwaje pochodzące z hanowerskich zakładów HaWa. Po II wojnie światowej obydwa wagony sprzedano do Warszawy. |
|            | Skabo (Bergen) | 1936–1940     | W 1943 r. do Szczecina z Bergen sprowadzono jeden z 9 tramwajów produkcji Skabo Jernbanevognsfabrik. Kursował on do 1963 r. |
|            | LOWA EB50      | 1954          | Wagony tramwajowe doczepne typu LOWA EB50 zostały wyprodukowane w fabryce Waggonbau Lowa w NRD w 1951 roku. 16 sztuk tych wozów dostarczono do Warszawy. Zostały wycofane zaledwie po roku eksploatacji i w 1954 roku sprzedane Szczecinowi. Przydzielono je w całości do zajezdni Pogodno. Doczepy kursowały w składach z tramwajami typu Konstal N lub Konstal 4N w latach 1954–1983, stopniowo wycofywano je z eksploatacji od 1976 roku i kasowano. |
|            | Konstal N mod  | 1963          | Modernizacja wagonu tramwajowego typu N polegająca na zaślepieniu drzwi z lewej strony nadwozia, montażu czteroczęściosych drzwi harmonijkowych i tapicerowanych siedzeń, wydłużeniu fartucha i zakryciu wózka, pochyleniu szyby przedniej wzorem tramwaju 13N i zaokrągleniu ściany czołowej. Przebudowano tylko jeden tramwaj (nr 202). |
|            | Konstal 4NJ    | 1966          | Prototyp wysokopodłogowego, jednokierunkowego wagonu tramwajowego, wyprodukowanego w 1957 r. w chorzowskich zakładach Konstal dla warszawskiego systemu tramwajowego. W 1966 r. tramwaj ten przekazano Szczecinowi. W Szczecinie 4NJ stacjonował w zajezdni tramwajowej Golęcin i nosił numer 295. Pozostawał w ruchu liniowym do 31 stycznia 1996 r., a po wycofaniu zwrócony Warszawie. |
|            | Konstal 105N   | 1975          | 105N jest czteroosiowym tramwajem napędzanym czterema silnikami o łącznej mocy godzinowej 166 kW. Jego układ elektryczny w prostej linii pochodzi z wagonów rodziny 13N (a przez to z wagonów PCC). Rozrząd następuje samoczynnie z pomocą rozrusznika komutatorowego. Do zasilania obwodu niskiego napięcia służy przetwornica prądu stałego 600/40 V. Hamowanie robocze jest elektrodynamiczne (silniki stają się prądnicami), jako hamulce postojowe działają układy szczękowo-bębnowe, a hamowanie awaryjne realizowane jest przez hamulec szynowy. Jedną z wad tego tramwaju jest zastosowanie nowych wózków jezdnych nieposiadających piasecznic, co znacznie utrudnia ruszanie oraz podjazd pod wzniesienia w trudnych warunkach atmosferycznych. Ostatnie wagony 105N zostały wycofane w grudniu 2014 roku. |
|            | Konstal 106Na  | 1991          | Od podstawowych wagonów serii 105N wyróżniały się zastosowaniem rozruchu tyrystorowego. Do Szczecina trafiły dwie sztuki, przydzielono je do zajezdni Pogodno i nadano numery #781 i #782. Do roku 1999 poruszały się jako skład #782+#781. W 2001 roku wagon #782 wykorzystywano jako wagon solowy na linii nr 1, a #781 posłużył jako dawca części zamiennych, jednak jeszcze w tym samym roku wagony skreślono ze służby i wkrótce zezłomowano. Ilustracja przedstawia rekonstrukcję wyglądu tramwaju według stanu z 1999 r. |
|            | Konstal 105Np  | 1994          | Wersja rozwojowa wagonów Konstal 105Ne. Wyprodukowano jedynie 2 sztuki tych pojazdów. Trafiły one do Szczecina i zostały przydzielone do zajezdni Golęcin, gdzie nadano im numery #1035 i #1036. Po raz pierwszy wyjechały na trasę 31 maja 1994 roku. Eksploatacja tego składu zakończyła się w maju 2013 roku. Po zakończeniu eksploatacji wagony przebywały przez krótki czas na terenie warsztatów tramwajowych przy ulicy Klonowica, zostały one wystawione na sprzedaż. W czerwcu 2013 oba wagony fizycznie zezłomowano. Ilustracja przedstawia rekonstrukcję wyglądu tramwaju według stanu z 2009 r. |
|            | Konstal 105Na  | 1981–1992     | Po zakończeniu dostaw wagonów serii 105N, w 1981 roku pierwsze wagony 105Na otrzymały numery od #731. W ten sposób powstała „dziura” w numeracji (brak numerów #729 oraz #730). W związku z kryzysem lat 80. XX wieku, zakłady w Chorzowie nie były w stanie zapewnić wystarczająco dużej liczby wagonów, dlatego na przełomie lat 1981–1992 do Szczecina trafiły łącznie 74 wagony tego typu (przez pierwsze 10 lat 50 egzemplarzy dostała Zajezdnia Pogodno, w latach 1991–1992 24 nowe wagony otrzymywała Zajezdnia Golęcin). W kwietniu 2020 roku wycofano z eksploatacji ostatni skład tramwajów 105Na o numerach taborowych #762+#763. |

### Testowy
Tramwaje testowane w 2001 roku w ramach planowanego przetargu na zakup wagonów niskopodłogowych. Ostatecznie nie zakupiono ani jednego tramwaju.
| Ilustracja | Typ                | Czas testowania  | Opis |
| ---------- | ------------------ | ---------------- | --- |
|            | Alstom Citadis 200 | 12.01-16.01.2001 | Tramwaj NGT8D jest trójczłonowym, ośmioosiowym, niskopodłogowym wagonem tramwajowym, który wytwarzany jest od 1994 roku w zakładach Alstom. W Szczecinie od 12.01.2001 do 16.01.2001 r. testowany był na linii nr 8 wagon wypożyczony z niemieckiego Magdeburga. |
|            | Bombardier NGT6    | 21.02-25.02.2001 | Tramwaj produkcji kanadyjskiej firmy Bombardier. Wagony typu NGT6, które są trójczłonowymi, jednokierunkowymi, jednostronnymi, częściowo lub całkowicie niskopodłogowymi tramwajami. NGT6 to skrót od niemieckiego wyrazu Niederflurgelenktriebwagen (niskopodłogowy wagon przegubowy), cyfra sześć oznacza, że wagon jest sześcioosiowy. Od 21.02.2001 do 25.02.2001 w Szczecinie testowano na linii nr 8 jeden z krakowskich wagonów NGT6. |
|            | Adtranz GT6N       | 8.03-14.03.2001  | Niskopodłogowy wagon tramwajowy produkcji m.in. niemieckich zakładów Adtranz. Trójczłonowe pudło oparte jest na trzech dwuosiowych wózkach. Szczecin gościł tramwaj typu GT6N w 2001 roku, kiedy to w dniach 10, 11, 13, 14.03 testowany był na linii nr 8. Wagon GT6N został wypożyczony z Berlina. |
|            | Konstal 116Na/1    | 10.09-11.09.1999 | Tramwaj typu Konstal 116Na/1 wypożyczono do Szczecina z fabryki Alstom Konstal na obchody 120. rocznicy uruchomienia komunikacji miejskiej w mieście. |
|            | Konstal 116Nd      | 23.03-20.04.2001 | Trójczłonowy, niskopodłogowy wagon tramwajowy typu 116Nd był produkowany w latach 1999–2001 w zakładach Alstom Konstal w Chorzowie. Został przysłany do Szczecina w celu wynagrodzenia długiego czasu oczekiwania na dostawę zamówionych tramwajów typu 105N2k/S/2000. Tramwaj 116Nd kursował od 23.03 do 20.04.2001 r. na liniach tramwajowych nr 7 i 8.                                                                                    |

## Nieużywane torowiska
Istniejące

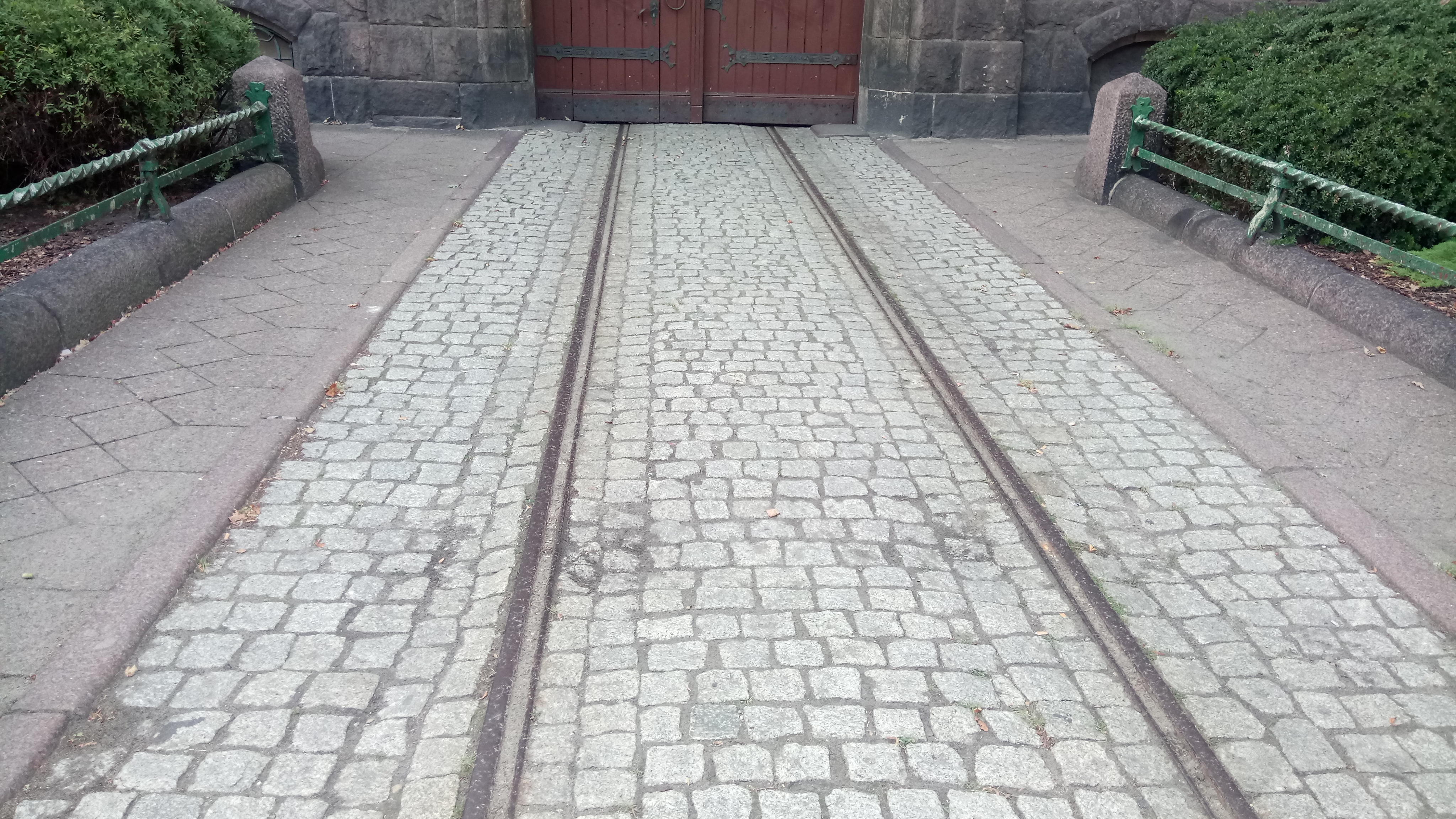
Torowisko tramwajów pocztowych przy alei Niepodległości

- Tory na terenie starej zajezdni przy ulicy Piotra Skargi
- Tor tramwajów pocztowych przed bramą poczty przy alei Niepodległości
- Ślepy tor na rondzie Gierosa
- Fragment odsłonięty podczas remontu al. Wojska Polskiego
- Fragment dwutorowego torowiska na pasie autobusowo-tramwajowym w ciągu ulicy Sosabowskiego oraz w obrębie węzła rozjazdowego[a]
- Fragment trójkąta torowego na skrzyżowaniu ulic Dubois, Firlika i Łady (odcięty od sieci)
- Fragment trójkąta torowego na rondzie Portowców (rezerwa pod rozbudowę sieci tramwajowej na Łasztowni)
- Tory na pętli Turkusowa, wyprowadzone w kierunku Kijewa (rezerwa pod budowę II etapu SST)
- Tor wzdłuż ulicy Klonowica[62][b]

Ponadto zachowały się słupy trakcyjne po linii na ulicy Druckiego-Lubeckiego, a także elementy mocowania sieci trakcyjnej na budynkach przy ul. Szarotki, ul. Sławomira, ul. Emilii Plater, ul. Mariackiej, ul. Bałuki, ul. Jagiellońskiej (między al. Piastów a al. Wojska Polskiego) oraz przy al. Wojska Polskiego (między pl. Zwycięstwa a pl. Szarych Szeregów).
Zlikwidowane
- Tor tramwajów pocztowych przed Dworcem Głównym został zlikwidowany w 2015 roku[62].
- Tory tramwajowe dawnej krańcówki przy alei Wojska Polskiego zostały częściowo rozebrane w związku z budową ronda im. Olszewskiego.
- Łuk skrętowy do dawnej zajezdni na ulicy Kolumba został rozebrany przy okazji przebudowy ulicy
- Drugi tor na ulicy Dworcowej został rozebrany przy okazji przebudowy ulicy

## Tramwaje w szczecińskim porcie
W latach 1955–1963/64 na terenie Portu morskiego Szczecin na Łasztowni funkcjonowała niezależna linia tramwajowa, obsługiwana przez zarząd portu.

## Plany rozwoju sieci tramwajowej
odcinki zaplanowane w Studium uwarunkowań i kierunków zagospodarowania przestrzennego miasta Szczecina
     postulowana zmiana przebiegu linii tramwajowej na ul. 26 Kwietnia
     Wariant 2 przebiegu linii do Kijewa
     Wariant 3 przebiegu linii do Kijewa

Plany rozwoju sieci tramwajowej
odcinki zaplanowane w Studium uwarunkowań i kierunków zagospodarowania przestrzennego miasta Szczecina
postulowana zmiana przebiegu linii tramwajowej na ul. 26 Kwietnia
Wariant 2 przebiegu linii do Kijewa
Wariant 3 przebiegu linii do Kijewa

Pod koniec lat 90. XX w. na nowo odżyła idea budowy Szczecińskiego Szybkiego Tramwaju – całkowicie niezależnej od ruchu drogowego linii tramwajowej o wysokich parametrach ruchowych, prowadzącej od obecnej pętli autobusowo-tramwajowej Basen Górniczy przez Most Pionierów Miasta Szczecina, Zdroje, osiedla Słoneczne i Majowe do nowej pętli znajdującej się pomiędzy osiedlami Kijewo i Nad Rudzianką. Inwestycję częściowo zrealizowano budując most tramwajowy pomiędzy nitkami wjazdową i wyjazdową Mostu Pionierów. W 1999 r. planowano dokończenie inwestycji przez inwestora zewnętrznego. W 2002 r. ówczesny prezydent miasta Edmund Runowicz poinformował o negocjacjach prowadzonych z niemieckim inwestorem finansowo powiązanym z koncernem Siemens, których celem było nie tylko wybudowanie SST, ale również sprzedaż MZK. Rozmowy te zakończyły się fiaskiem w kilka miesięcy po objęciu urzędu prezydenta przez Mariana Jurczyka. W budżecie na 2007 r. miasto przeznaczyło kilka milionów na wykup gruntów pod inwestycje, przygotowywanie specyfikacji przetargowych. Inwestycje planowano zrealizować w latach 2007–2012 przy pomocy funduszy UE. Całość miała kosztować około 60 mln euro. W 2005 r. odżyła również koncepcja przesunięcia torowiska tramwajowego w rejonie alei 3 Maja bliżej Dworca Głównego. Zgodnie z przewidzianym w 1995 r. studium utworzenia w Szczecinie dwóch linii SST, tramwaje miałyby ominąć ulicę Narutowicza by pojechać prosto al. 3 Maja i skręcić w Czarnieckiego. W 2006 r. przygotowany miał być projekt. Termin realizacji inwestycji nie był wówczas jednak znany.
W latach 2007–2012 przy pomocy środków z UE w Szczecinie planowano zakup nowoczesnych wagonów niskopodłogowych oraz przystosowanie torowisk. Cała inwestycja miała kosztować około 242 mln zł, jednak środki na te inwestycje nie zostały ostatecznie w pełni przyznane. W latach 2007–2012 planowane były również inne większe modernizacje ulic oraz budowy nowych dróg z którymi wiązać miały się również modernizacje oraz budowy nowych torowisk tramwajowych, były to m.in.:
- modernizacja ciągu ulic Arkońskiej i Niemierzyńskiej (ukończona), aż do skrzyżowania z ulicą Wojska Polskiego, do której ma być przedłużona linia tramwajowa (ukończona w 2020 r.);
- przebudowa ulic Narutowicza i Potulickiej wraz ze zmianą przebiegu torowisk i remontem pętli tramwajowej Potulicka (ukończona);
- budowa nowych torowisk na ul. 26 Kwietnia i Taczaka, gdzie jest przygotowane od wielu lat miejsce na torowisko (odstąpiono od inwestycji)
- budowa przedłużenia ulicy Sosabowskiego z torami tramwajowymi na odcinku od ronda Żołnierzy Polskich Misji Pokojowych ONZ do miejsca w którym niegdyś znajdowała się pętla Krzekowo (budowa trwa - pierwsze tramwaje kursują od czerwca 2024);
- linia tramwajowa z pętli przy Szafera do alei Wojska Polskiego (ukończona w 2021);
- przebudowa i modernizacja pętli tramwajowej Pomorzany (planowane do 2025 r.);
- poprowadzenie linii tramwajowej od ronda Szyrockiego przez ulicę Mieszka I do ul. Bronowickiej (nie zrealizowano);
- budowa nowego torowiska do pętli Mierzyn naprzeciw CH Ster (realizację odłożono w czasie).

W efekcie odstąpiono od zdecydowanej większości inwestycji z przyczyn finansowych, przebudowano jedynie na nowocześniejsze torowiska na węźle Brama Portowa, w sposób umożliwiający stworzenie wspólnych przystanków tramwajowo-autobusowych (autobusy jeżdżą fragmentami torowiska); tę inwestycję zakończono w roku 2012.
W grudniu 2008 r., w Dzienniku Urzędowym Unii Europejskiej, opublikowane zostało ogłoszenie o zamówieniu sześciu tramwajów niskopodłogowych. Miasto na zakup wagonów planuje wydać ok. 50 mln złotych.
21 lutego 2013 r. ogłoszono przetarg na wykonanie remontu torowisk w al. Piastów, ul. Wawrzyniaka i skrzyżowania al. Bohaterów Warszawy z ul. Jagiellońską w ramach projektu pn. „Budowa i przebudowa torowisk w Szczecinie współfinansowanego ze środków Unii Europejskiej”. Do przetargu zgłosiły się dwie firmy. Prace remontowe mają rozpocząć się pod koniec lipca.
Do 2023 r. planowane jest zrealizowanie następujących inwestycji:
- przebudowa sieci trakcyjnej i torowisk tramwajowych, w tym
  - odcinek al. Niepodległości – pl. Żołnierza Polskiego – al. Wyzwolenia – pl. Rodła – rondo Giedroycia (zakończona),
  - odcinek ul. Kołłątaja – ul. Asnyka – pętla Dworzec Niebuszewo (zakończona),
  - odcinek pl. Żołnierza Polskiego – pl. Hołdu Pruskiego – ul. Matejki – ul. Piłsudskiego – pl. Rodła (zakończona),
- przebudowa al. Powstańców Wielkopolskich wraz z torowiskiem tramwajowym i siecią trakcyjną, remont i rozbudowa pętli Pomorzany,
- wymiana torowiska i sieci trakcyjnej w ciągu ul. Mickiewicza na odcinku most Akademicki – ul. Brzozowskiego,
- remont torowiska tramwajowego na pl. Szarych Szeregów (zrealizowano),
- przebudowa torowisk i sieci trakcyjnej w obrębie przystanku Wyszyńskiego (zrealizowano),
- przebudowa zajezdni Golęcin, w tym remont i przebudowa ul. Wiszesława wraz z torowiskiem tramwajowym i siecią trakcyjną,
- remont podstacji na ul. Kolumba i budowa podstacji na ul. Chmielewskiego,
- przebudowa infrastruktury tramwajowej w ciągu ulic Podwale – Kolumba – Chmielewskiego – Smolańska – Budziszyńska do pętli Pomorzany, a także na odcinku ul. Nowa – pl. Ratuszowy – ul. Dworcowa,
- przebudowa infrastruktury tramwajowej na ul. Jagiellońskiej na odcinku al. Piastów – al. Bohaterów Warszawy[102].

## Układ linii tramwajowych

### Linie dzienne zwykłe
Stan na 1 września 2024 roku.
Poniższa tabela przedstawia zasadniczy układ linii tramwajowych. Tymczasowe zmiany tras znajdują się na stronie internetowej ZDiTM.
| Linia | Trasa | Długość [km]     | Czas przejazdu [min]  | Częstotliwość [min]                                           | Przystanki   | Uwagi |
| ----- | --- | ---------------- | --------------------- | ------------------------------------------------------------- | ------------ | --- |
|       | Osiedle Zawadzkiego ↔ Potulicka Szafera – Wojska Polskiego – Piłsudskiego – Matejki – Plac Żołnierza Polskiego – Niepodległości – 3 Maja – Narutowicza – Potulicka                                                                                    | 8,6              | 32                    | powszednie: 15/15/20 soboty: 15/20 niedziele i święta: 20/24  | 19           | Linia częściowo obsługiwana taborem niskopodłogowym. |
|       | Dworzec Niebuszewo ↔ Turkusowa Orzeszkowej – Asnyka – Kołłątaja – Wyzwolenia – Niepodległości – Wyszyńskiego – Energetyków – Gdańska – Eskadrowa – Hangarowa – Jaśminowa                                                                              | 11,5             | 31–34                 | powszednie: 15/15/20 soboty: 15/20 niedziele i święta: 20/24  | 19–21        | Linia częściowo obsługiwana taborem niskopodłogowym. |
|       | Osiedle Zawadzkiego ↔ Pomorzany Szafera – Arkońska – Niemierzyńska – Krasińskiego – Wyzwolenia – Niepodległości – Dworcowa – Nowa – Kolumba – Chmielewskiego – Smolańska                                                                              | 11,1             | 39                    | powszednie: 15/15/20 soboty: 15/20 niedziele i święta: 20/24  | 28–29        | Linia częściowo obsługiwana taborem niskopodłogowym. |
|       | Osiedle Zawadzkiego ↔ Stocznia Szczecińska Szafera – Sosabowskiego – Żołnierska – Mickiewicza – Bohaterów Warszawy – Jagiellońska – Piastów – Piłsudskiego – Matejki – Malczewskiego – Parkowa – Dubois – Firlika                                     | 8,6              | 33–34                 | powszednie: 15/15/20 soboty: 15/20 niedziele i święta: 20/24  | 19–20        | Linia częściowo obsługiwana taborem niskopodłogowym. |
|       | Gocław ↔ Pomorzany Lipowa – Światowida – Strzałowska – Wiszesława – Dębogórska – Ludowa – Druckiego-Lubeckiego – Stalmacha – Nocznickiego – Firlika – Łady – Jana z Kolna – Nabrzeże Wieleckie – Kolumba – Chmielewskiego – Smolańska                 | 10,9             | 35–36                 | powszednie: 15/15/20 soboty: 15/20 niedziele i święta: 20/24  | 23–24        | |
|       | (Głębokie) ↔ Osiedle Zawadzkiego ↔ Turkusowa (Wojska Polskiego –) Szafera – Sosabowskiego – Żołnierska – Mickiewicza – Bohaterów Warszawy – Krzywoustego – Plac Zwycięstwa – Wyszyńskiego – Energetyków – Gdańska – Eskadrowa – Hangarowa – Jaśminowa |                  | (46) 42–43            | powszednie: 15/15/20 soboty: 15/20 niedziele i święta: 20/24  | (32) 25      | Linia częściowo obsługiwana taborem niskopodłogowym.Na trasie Głębokie – Turkusowa kursuje: poza okresem wakacji letnich w dni powszednie w godzinach szczytu; w okresie wakacji letnich w dni powszednie w godzinach 6:45–20:30, w soboty w godzinach 10:15–20:30 i w dni świąteczne w godzinach 10:30–20:30. |
|       | Gumieńce ↔ Turkusowa Kwiatowa – Ku Słońcu – Sikorskiego – Krzywoustego – Plac Zwycięstwa – Wyszyńskiego – Energetyków – Gdańska – Eskadrowa – Hangarowa – Jaśminowa                                                                                   | 13,0             | 34–36                 | powszednie: 15/15/20 soboty: 15/20 niedziele i święta: 20/24  | 21           | Linia częściowo obsługiwana taborem niskopodłogowym. |
|       | Głębokie ↔ Potulicka Wojska Polskiego – Wawrzyniaka – Bohaterów Warszawy – Krzywoustego – Plac Zwycięstwa – Niepodległości – 3 Maja – Narutowicza – Potulicka                                                                                         | 8,9              | 30–32                 | powszednie: 15/15/20 soboty: 15/20 niedziele i święta: 20/24  | 18–19        | Linia częściowo obsługiwana taborem niskopodłogowym. |
|       | (Głębokie ↔ Las Arkoński ↔) Plac Rodła ↔ Gumieńce (Wojska Polskiego – Arkońska – Niemierzyńska – Krasińskiego –) Wyzwolenia – Niepodległości – Plac Zwycięstwa – Krzywoustego – Sikorskiego – Ku Słońcu – Kwiatowa                                    | (12,6) (9,6) 5,5 | (41–42) (35–36) 19–20 | powszednie: 15/15/20 soboty: 15/20 niedziele i święta: 20/24  | (31) (24) 13 | Linia częściowo obsługiwana taborem niskopodłogowym. · Na trasie Głębokie – Gumieńce kursuje w dni powszednie w godzinach szczytu. · Na trasie Las Arkoński – Gumieńce kursuje w dni powszednie poza szczytem do godziny 20 oraz w soboty w godzinach 9–18. · Na trasie Plac Rodła – Gumieńce kursuje w dni powszednie po godzinie 20 oraz w niedziele i święta w godzinach 10–18. · W pozostałym okresie linia nie kursuje. |
|       | Ludowa ↔ Pomorzany Ludowa – Druckiego-Lubeckiego – Stalmacha – Nocznickiego – Firlika – Dubois – Parkowa – Malczewskiego – Matejki – Piłsudskiego – Piastów – Powstańców Wielkopolskich – Budziszyńska                                                | 8,7              | 35                    | powszednie: 15/15/20 soboty: 15/20 niedziele i święta: 20/24  | 19–20        | Linia częściowo obsługiwana taborem niskopodłogowym. |
|       | Dworzec Niebuszewo ↔ Pomorzany Orzeszkowej – Asnyka – Kołłątaja – Wyzwolenia – Piłsudskiego – Piastów – Powstańców Wielkopolskich – Budziszyńska | 6,9              | 29                    | powszednie: 7,5/15/20 soboty: 15/20 niedziele i święta: 20/24 | 18–19        | Linia częściowo obsługiwana taborem niskopodłogowym. |

### Linie specjalne
| Linia | Trasa | Długość [km] | Czas przejazdu [min] | Częstotliwość [min]     | Przystanki | Uwagi |
| ----- | --- | ------------ | -------------------- | ----------------------- | ---------- | --- |
|       | Potulicka ↔ Potulicka Potulicka – Narutowicza – 3 Maja – Niepodległości – Plac Żołnierza Polskiego – Matejki – Malczewskiego – Parkowa – Dubois – Firlika – Nocznickiego – Firlika – Łady – Jana z Kolna – Nabrzeże Wieleckie – Wyszyńskiego – Plac Zwycięstwa – Krzywoustego – Bohaterów Warszawy – Wawrzyniaka – Wojska Polskiego – Piłsudskiego – Wyzwolenia – Niepodległości – 3 Maja – Narutowicza – Potulicka | 14,9         | 59                   | niedziele: 120          | 14         | Linia turystyczna sezonowa. Kursuje w niedziele w lipcu i sierpniu.                                                              |
| D15   | Dworzec Niebuszewo ↔ Gumieńce Orzeszkowej – Asnyka – Kołłątaja – Wyzwolenia – Niepodległości – Plac Zwycięstwa – Krzywoustego – Sikorskiego – Ku Słońcu – Kwiatowa | 7,6          | 30–31                | Wszystkich Świętych: 15 | 17–18      | Linia specjalna uruchomiana na przełomie października i listopada w związku z wzmożonym ruchem w kierunku Cmentarza Centralnego. |
|       | Gocław ↔ Pomorzany Lipowa – Światowida – Strzałowska – Wiszesława – Dębogórska – Ludowa – Druckiego-Lubeckiego – Stalmacha – Nocznickiego – Firlika – Dubois – Parkowa – Malczewskiego – Matejki – Plac Żołnierza Polskiego – Niepodległości – Wyszyńskiego – Nabrzeże Wieleckie – Kolumba – Chmielewskiego – Smolańska                                                                                             | b.d.         | b.d.                 | dni wolne: 15/20        | 26–27      | Linia specjalna uruchomiana w czasie trwania imprez na ulicy Jana z Kolna w zamian za zawieszaną linię 6.                        |

## Pętle i krańcówki

### Istniejące

Rozmieszczenie pętli tramwajowych w 2015 roku

| Ilustracja | Nazwa                        | Początek eksploatacji      | Linie                          | Uwagi |
| ---------- | ---------------------------- | -------------------------- | ------------------------------ | --- |
|            | Basen Górniczy               | 1973 (modernizacja: 2015)  |                                | Pętla awaryjna                                                                                           |
|            | Dworcowa                     | bd. (modernizacja: 2024).  |                                | Pętla uliczna                                                                                            |
|            | SKM Dworzec Główny (Kolumba) | bd. (modernizacja: 2024).  | przelotowo: 3, 6; krańcówka: - | Przystanek przelotowy linii 3 i 6, z funkcją krańcówki dla tramwajów dwukierunkowych, nieużywana liniowo |
|            | Dworzec Niebuszewo           | 1927 (modernizacja: 2022)  | 2, 12                          | Pętla uliczna                                                                                            |
|            | Głębokie                     | 1955 (modernizacja: 2020)  | 9, 10                          | |
|            | Gocław                       | 1975                       | 6                              | |
|            | Gumieńce                     | 1955 (modernizacja: 2009)  | 8, 10                          | Pętla uliczna                                                                                            |
|            | Las Arkoński                 | 1959 (modernizacja: 2019)  | 10                             | |
|            | Ludowa                       | 1965                       | 11                             | Pętla uliczna                                                                                            |
|            | Osiedle Zawadzkiego          | 2021                       | 1, 3, 5, 7                     | |
|            | Plac Rodła                   | 2012 (modernizacja: 2022). | 10                             | Pętla uliczna                                                                                            |
|            | Pomorzany                    | 1961 (modernizacja: 2024)  | 3, 6, 11, 12                   | |
|            | Potulicka                    | 1969 (modernizacja: 2015)  | 1, 9                           | |
|            | Stocznia Szczecińska         | bd.                        | 5                              | Pętla uliczna                                                                                            |
|            | Turkusowa                    | 2015                       | 2, 7, 8                        | |

### Zlikwidowane
Źródło:
| Ilustracja | Nazwa                  | Nazwa niemiecka           | Lata eksploatacji | Uwagi |
| ---------- | ---------------------- | ------------------------- | ----------------- | --- |
|            | Basen Kaszubski        | –                         | 1948–1973         | krańcówka; zastąpiona pętlą Basen Górniczy                                                                      |
|            | Cmentarz Niemierzyński | Nemitzer Friedhof         | 1897–1906         | krańcówka |
|            | Duńczyca Prom          | Dunzig Fähre              | 1910–1943         | krańcówka; nieodbudowana po 1945 r.                                                                             |
|            | Elysium                | Elysium                   | 1879–1927         | krańcówka |
|            | Gocław                 | Gotzlow                   | 1928–1975         | krańcówka; zastąpiona pętlą Gocław                                                                              |
|            | Golęcino               | Frauendorf                | 1879–1928         | krańcówka |
|            | Krzekowo               | –                         | 1954–2023         | pętla; zastąpiona pętlą Osiedle Zawadzkiego                                                                     |
|            | Ku Słońcu              | Wendorf                   | 1927–1955         | krańcówka; zastąpiona pętlą Gumieńce                                                                            |
|            | Las Arkoński           | Eckerberger Wald          | 1912–1959         | krańcówka; zastąpiona pętlą Las Arkoński                                                                        |
|            | Lotnisko               | Flughafen                 | 1927–1943         | krańcówka; nieodbudowana po 1945 r.                                                                             |
|            | Potulicka              | Bellevue                  | 1881–1969         | krańcówka; zastąpiona pętlą Potulicka                                                                           |
|            | Powstańców             | Krankenhaus               | 1929–1961         | krańcówka; zastąpiona pętlą Pomorzany                                                                           |
|            | Smolańska              | Cap Cherie                | 1886–1961         | krańcówka; zastąpiona pętlą Pomorzany                                                                           |
|            | Tor Kolarski           | Radrennbahn, Chausseehaus | 1927–1955         | krańcówka; okazjonalnie wykorzystywana po 1955 r., zlikwidowana w 2019 r. w związku z budową ronda Olszewskiego |
|            | Żołnierska             | –                         | 1948–1954         | krańcówka; zastąpiona pętlą Krzekowo                                                                            |

## Szczecińskie Towarzystwo Miłośników Komunikacji Miejskiej (STMKM)
Drugim życiem szczecińskiej komunikacji są pojazdy zabytkowe oraz historyczne. Uratowane i remontowane siłami Szczecińskiego Towarzystwa Miłośników Komunikacji Miejskiej stanowią świadectwo swoich czasów. Pojawiają się w mieście w trakcie okazjonalnych przejazdów rocznicowych, wynajmów oraz w sezonie kursowania linii turystycznych.

## Szczeciński tramwaj w kulturze
- 13 września 1949 r. plac Grunwaldzki posłużył za plan dla krótkometrażowego filmu „Jak zmusiliśmy energię elektryczną do pracy”, obejmującego tematyką historię elektryczności. W scenie końcowej po torowisku tramwajowym na placu przejeżdża tramwaj konny[103].
- O tramwajach w Szczecinie śpiewał zespół Chór Fala w swojej piosence „Szczeciński tramwaj”.
- Tramwaje w Szczecinie były także tematem piosenki „Szczecińska Szóstka w Pogodny Świat” zespołu Fleszer.